# فهرست سیارک‌ها (۱۷۹۰۰۱–۱۸۰۰۰۱)
فهرست سیارک‌ها (۱۷۹۰۰۱ - ۱۸۰۰۰۱) فهرست سیارک‌ها از ۱۷۹۰۰۱ تا ۱۸۰۰۰۱ است.
| نام    | نام انگلیسی | تاریخ کشف       |
| ------ | ----------- | --------------- |
| ۱۷۹۰۰۱ | 2001 RA19   | ۷ سپتامبر ۲۰۰۱  |
| ۱۷۹۰۰۲ | 2001 RN21   | ۷ سپتامبر ۲۰۰۱  |
| ۱۷۹۰۰۳ | 2001 RV21   | ۷ سپتامبر ۲۰۰۱  |
| ۱۷۹۰۰۴ | 2001 RZ23   | ۷ سپتامبر ۲۰۰۱  |
| ۱۷۹۰۰۵ | 2001 RT25   | ۷ سپتامبر ۲۰۰۱  |
| ۱۷۹۰۰۶ | 2001 RN31   | ۷ سپتامبر ۲۰۰۱  |
| ۱۷۹۰۰۷ | 2001 RE37   | ۸ سپتامبر ۲۰۰۱  |
| ۱۷۹۰۰۸ | 2001 RD40   | ۱۰ سپتامبر ۲۰۰۱ |
| ۱۷۹۰۰۹ | 2001 RU42   | ۱۱ سپتامبر ۲۰۰۱ |
| ۱۷۹۰۱۰ | 2001 RQ50   | ۱۱ سپتامبر ۲۰۰۱ |
| ۱۷۹۰۱۱ | 2001 RF54   | ۱۲ سپتامبر ۲۰۰۱ |
| ۱۷۹۰۱۲ | 2001 RH57   | ۱۲ سپتامبر ۲۰۰۱ |
| ۱۷۹۰۱۳ | 2001 RL61   | ۱۲ سپتامبر ۲۰۰۱ |
| ۱۷۹۰۱۴ | 2001 RK62   | ۱۲ سپتامبر ۲۰۰۱ |
| ۱۷۹۰۱۵ | 2001 RH66   | ۱۰ سپتامبر ۲۰۰۱ |
| ۱۷۹۰۱۶ | 2001 RA67   | ۱۰ سپتامبر ۲۰۰۱ |
| ۱۷۹۰۱۷ | 2001 RQ67   | ۱۰ سپتامبر ۲۰۰۱ |
| ۱۷۹۰۱۸ | 2001 RX77   | ۱۰ سپتامبر ۲۰۰۱ |
| ۱۷۹۰۱۹ | 2001 RD83   | ۱۱ سپتامبر ۲۰۰۱ |
| ۱۷۹۰۲۰ | 2001 RA85   | ۱۱ سپتامبر ۲۰۰۱ |
| ۱۷۹۰۲۱ | 2001 RN85   | ۱۱ سپتامبر ۲۰۰۱ |
| ۱۷۹۰۲۲ | 2001 RP89   | ۱۱ سپتامبر ۲۰۰۱ |
| ۱۷۹۰۲۳ | 2001 RV90   | ۱۱ سپتامبر ۲۰۰۱ |
| ۱۷۹۰۲۴ | 2001 RW90   | ۱۱ سپتامبر ۲۰۰۱ |
| ۱۷۹۰۲۵ | 2001 RE92   | ۱۱ سپتامبر ۲۰۰۱ |
| ۱۷۹۰۲۶ | 2001 RR92   | ۱۱ سپتامبر ۲۰۰۱ |
| ۱۷۹۰۲۷ | 2001 RC99   | ۱۲ سپتامبر ۲۰۰۱ |
| ۱۷۹۰۲۸ | 2001 RB107  | ۱۲ سپتامبر ۲۰۰۱ |
| ۱۷۹۰۲۹ | 2001 RE110  | ۱۲ سپتامبر ۲۰۰۱ |
| ۱۷۹۰۳۰ | 2001 RZ113  | ۱۲ سپتامبر ۲۰۰۱ |
| ۱۷۹۰۳۱ | 2001 RP114  | ۱۲ سپتامبر ۲۰۰۱ |
| ۱۷۹۰۳۲ | 2001 RD116  | ۱۲ سپتامبر ۲۰۰۱ |
| ۱۷۹۰۳۳ | 2001 RG116  | ۱۲ سپتامبر ۲۰۰۱ |
| ۱۷۹۰۳۴ | 2001 RL116  | ۱۲ سپتامبر ۲۰۰۱ |
| ۱۷۹۰۳۵ | 2001 RB120  | ۱۲ سپتامبر ۲۰۰۱ |
| ۱۷۹۰۳۶ | 2001 RJ125  | ۱۲ سپتامبر ۲۰۰۱ |
| ۱۷۹۰۳۷ | 2001 RM135  | ۱۲ سپتامبر ۲۰۰۱ |
| ۱۷۹۰۳۸ | 2001 RD137  | ۱۲ سپتامبر ۲۰۰۱ |
| ۱۷۹۰۳۹ | 2001 RL146  | ۹ سپتامبر ۲۰۰۱  |
| ۱۷۹۰۴۰ | 2001 RH151  | ۱۱ سپتامبر ۲۰۰۱ |
| ۱۷۹۰۴۱ | 2001 SG7    | ۱۸ سپتامبر ۲۰۰۱ |
| ۱۷۹۰۴۲ | 2001 SA10   | ۱۸ سپتامبر ۲۰۰۱ |
| ۱۷۹۰۴۳ | 2001 SL11   | ۱۶ سپتامبر ۲۰۰۱ |
| ۱۷۹۰۴۴ | 2001 SF13   | ۱۶ سپتامبر ۲۰۰۱ |
| ۱۷۹۰۴۵ | 2001 SJ13   | ۱۶ سپتامبر ۲۰۰۱ |
| ۱۷۹۰۴۶ | 2001 SS14   | ۱۶ سپتامبر ۲۰۰۱ |
| ۱۷۹۰۴۷ | 2001 SY15   | ۱۶ سپتامبر ۲۰۰۱ |
| ۱۷۹۰۴۸ | 2001 SW18   | ۱۶ سپتامبر ۲۰۰۱ |
| ۱۷۹۰۴۹ | 2001 SO19   | ۱۶ سپتامبر ۲۰۰۱ |
| ۱۷۹۰۵۰ | 2001 SR21   | ۱۶ سپتامبر ۲۰۰۱ |
| ۱۷۹۰۵۱ | 2001 SV33   | ۱۶ سپتامبر ۲۰۰۱ |
| ۱۷۹۰۵۲ | 2001 SN34   | ۱۶ سپتامبر ۲۰۰۱ |
| ۱۷۹۰۵۳ | 2001 ST39   | ۱۶ سپتامبر ۲۰۰۱ |
| ۱۷۹۰۵۴ | 2001 SL44   | ۱۶ سپتامبر ۲۰۰۱ |
| ۱۷۹۰۵۵ | 2001 SE46   | ۱۶ سپتامبر ۲۰۰۱ |
| ۱۷۹۰۵۶ | 2001 SC61   | ۱۷ سپتامبر ۲۰۰۱ |
| ۱۷۹۰۵۷ | 2001 SP70   | ۱۷ سپتامبر ۲۰۰۱ |
| ۱۷۹۰۵۸ | 2001 SU75   | ۱۸ سپتامبر ۲۰۰۱ |
| ۱۷۹۰۵۹ | 2001 SP77   | ۱۹ سپتامبر ۲۰۰۱ |
| ۱۷۹۰۶۰ | 2001 SG79   | ۲۰ سپتامبر ۲۰۰۱ |
| ۱۷۹۰۶۱ | 2001 SZ88   | ۲۰ سپتامبر ۲۰۰۱ |
| ۱۷۹۰۶۲ | 2001 SP94   | ۲۰ سپتامبر ۲۰۰۱ |
| ۱۷۹۰۶۳ | 2001 SG96   | ۲۰ سپتامبر ۲۰۰۱ |
| ۱۷۹۰۶۴ | 2001 SS96   | ۲۰ سپتامبر ۲۰۰۱ |
| ۱۷۹۰۶۵ | 2001 ST99   | ۲۰ سپتامبر ۲۰۰۱ |
| ۱۷۹۰۶۶ | 2001 SO104  | ۲۰ سپتامبر ۲۰۰۱ |
| ۱۷۹۰۶۷ | 2001 SJ105  | ۲۰ سپتامبر ۲۰۰۱ |
| ۱۷۹۰۶۸ | 2001 SB107  | ۲۰ سپتامبر ۲۰۰۱ |
| ۱۷۹۰۶۹ | 2001 SQ117  | ۱۶ سپتامبر ۲۰۰۱ |
| ۱۷۹۰۷۰ | 2001 SU117  | ۱۶ سپتامبر ۲۰۰۱ |
| ۱۷۹۰۷۱ | 2001 SF122  | ۱۶ سپتامبر ۲۰۰۱ |
| ۱۷۹۰۷۲ | 2001 SP123  | ۱۶ سپتامبر ۲۰۰۱ |
| ۱۷۹۰۷۳ | 2001 SM125  | ۱۶ سپتامبر ۲۰۰۱ |
| ۱۷۹۰۷۴ | 2001 SD126  | ۱۶ سپتامبر ۲۰۰۱ |
| ۱۷۹۰۷۵ | 2001 SB131  | ۱۶ سپتامبر ۲۰۰۱ |
| ۱۷۹۰۷۶ | 2001 SM133  | ۱۶ سپتامبر ۲۰۰۱ |
| ۱۷۹۰۷۷ | 2001 SW144  | ۱۶ سپتامبر ۲۰۰۱ |
| ۱۷۹۰۷۸ | 2001 SG145  | ۱۶ سپتامبر ۲۰۰۱ |
| ۱۷۹۰۷۹ | 2001 SH146  | ۱۶ سپتامبر ۲۰۰۱ |
| ۱۷۹۰۸۰ | 2001 SJ146  | ۱۶ سپتامبر ۲۰۰۱ |
| ۱۷۹۰۸۱ | 2001 SK148  | ۱۷ سپتامبر ۲۰۰۱ |
| ۱۷۹۰۸۲ | 2001 SR148  | ۱۷ سپتامبر ۲۰۰۱ |
| ۱۷۹۰۸۳ | 2001 SW148  | ۱۷ سپتامبر ۲۰۰۱ |
| ۱۷۹۰۸۴ | 2001 SY148  | ۱۷ سپتامبر ۲۰۰۱ |
| ۱۷۹۰۸۵ | 2001 SM150  | ۱۷ سپتامبر ۲۰۰۱ |
| ۱۷۹۰۸۶ | 2001 SH158  | ۱۷ سپتامبر ۲۰۰۱ |
| ۱۷۹۰۸۷ | 2001 SR158  | ۱۷ سپتامبر ۲۰۰۱ |
| ۱۷۹۰۸۸ | 2001 SE161  | ۱۷ سپتامبر ۲۰۰۱ |
| ۱۷۹۰۸۹ | 2001 SC164  | ۱۷ سپتامبر ۲۰۰۱ |
| ۱۷۹۰۹۰ | 2001 SK165  | ۱۹ سپتامبر ۲۰۰۱ |
| ۱۷۹۰۹۱ | 2001 SG173  | ۱۶ سپتامبر ۲۰۰۱ |
| ۱۷۹۰۹۲ | 2001 SD177  | ۱۶ سپتامبر ۲۰۰۱ |
| ۱۷۹۰۹۳ | 2001 SG178  | ۱۷ سپتامبر ۲۰۰۱ |
| ۱۷۹۰۹۴ | 2001 SA189  | ۱۹ سپتامبر ۲۰۰۱ |
| ۱۷۹۰۹۵ | 2001 SR190  | ۱۹ سپتامبر ۲۰۰۱ |
| ۱۷۹۰۹۶ | 2001 SX195  | ۱۹ سپتامبر ۲۰۰۱ |
| ۱۷۹۰۹۷ | 2001 SG197  | ۱۹ سپتامبر ۲۰۰۱ |
| ۱۷۹۰۹۸ | 2001 SY199  | ۱۹ سپتامبر ۲۰۰۱ |
| ۱۷۹۰۹۹ | 2001 SH202  | ۱۹ سپتامبر ۲۰۰۱ |
| ۱۷۹۱۰۰ | 2001 SS202  | ۱۹ سپتامبر ۲۰۰۱ |
| ۱۷۹۱۰۱ | 2001 SQ205  | ۱۹ سپتامبر ۲۰۰۱ |
| ۱۷۹۱۰۲ | 2001 SH206  | ۱۹ سپتامبر ۲۰۰۱ |
| ۱۷۹۱۰۳ | 2001 SY206  | ۱۹ سپتامبر ۲۰۰۱ |
| ۱۷۹۱۰۴ | 2001 SP210  | ۱۹ سپتامبر ۲۰۰۱ |
| ۱۷۹۱۰۵ | 2001 SC211  | ۱۹ سپتامبر ۲۰۰۱ |
| ۱۷۹۱۰۶ | 2001 SC214  | ۱۹ سپتامبر ۲۰۰۱ |
| ۱۷۹۱۰۷ | 2001 SP219  | ۱۹ سپتامبر ۲۰۰۱ |
| ۱۷۹۱۰۸ | 2001 SY235  | ۱۹ سپتامبر ۲۰۰۱ |
| ۱۷۹۱۰۹ | 2001 SQ236  | ۱۹ سپتامبر ۲۰۰۱ |
| ۱۷۹۱۱۰ | 2001 SP237  | ۱۹ سپتامبر ۲۰۰۱ |
| ۱۷۹۱۱۱ | 2001 SF238  | ۱۹ سپتامبر ۲۰۰۱ |
| ۱۷۹۱۱۲ | 2001 SD240  | ۱۹ سپتامبر ۲۰۰۱ |
| ۱۷۹۱۱۳ | 2001 SK241  | ۱۹ سپتامبر ۲۰۰۱ |
| ۱۷۹۱۱۴ | 2001 SE243  | ۱۹ سپتامبر ۲۰۰۱ |
| ۱۷۹۱۱۵ | 2001 SP243  | ۱۹ سپتامبر ۲۰۰۱ |
| ۱۷۹۱۱۶ | 2001 SH245  | ۱۹ سپتامبر ۲۰۰۱ |
| ۱۷۹۱۱۷ | 2001 SK249  | ۱۹ سپتامبر ۲۰۰۱ |
| ۱۷۹۱۱۸ | 2001 SU249  | ۱۹ سپتامبر ۲۰۰۱ |
| ۱۷۹۱۱۹ | 2001 SN250  | ۱۹ سپتامبر ۲۰۰۱ |
| ۱۷۹۱۲۰ | 2001 SZ253  | ۱۹ سپتامبر ۲۰۰۱ |
| ۱۷۹۱۲۱ | 2001 SL255  | ۱۹ سپتامبر ۲۰۰۱ |
| ۱۷۹۱۲۲ | 2001 SJ257  | ۱۹ سپتامبر ۲۰۰۱ |
| ۱۷۹۱۲۳ | 2001 SX257  | ۲۰ سپتامبر ۲۰۰۱ |
| ۱۷۹۱۲۴ | 2001 SU265  | ۲۵ سپتامبر ۲۰۰۱ |
| ۱۷۹۱۲۵ | 2001 SP269  | ۱۹ سپتامبر ۲۰۰۱ |
| ۱۷۹۱۲۶ | 2001 SC271  | ۲۰ سپتامبر ۲۰۰۱ |
| ۱۷۹۱۲۷ | 2001 SR272  | ۲۱ سپتامبر ۲۰۰۱ |
| ۱۷۹۱۲۸ | 2001 SD276  | ۲۶ سپتامبر ۲۰۰۱ |
| ۱۷۹۱۲۹ | 2001 SQ278  | ۲۱ سپتامبر ۲۰۰۱ |
| ۱۷۹۱۳۰ | 2001 SM282  | ۲۱ سپتامبر ۲۰۰۱ |
| ۱۷۹۱۳۱ | 2001 SY286  | ۲۲ سپتامبر ۲۰۰۱ |
| ۱۷۹۱۳۲ | 2001 SM292  | ۱۶ سپتامبر ۲۰۰۱ |
| ۱۷۹۱۳۳ | 2001 SF293  | ۱۹ سپتامبر ۲۰۰۱ |
| ۱۷۹۱۳۴ | 2001 SW296  | ۲۰ سپتامبر ۲۰۰۱ |
| ۱۷۹۱۳۵ | 2001 SL301  | ۲۰ سپتامبر ۲۰۰۱ |
| ۱۷۹۱۳۶ | 2001 SE303  | ۲۰ سپتامبر ۲۰۰۱ |
| ۱۷۹۱۳۷ | 2001 SV305  | ۲۰ سپتامبر ۲۰۰۱ |
| ۱۷۹۱۳۸ | 2001 SU316  | ۱۸ سپتامبر ۲۰۰۱ |
| ۱۷۹۱۳۹ | 2001 SK319  | ۲۱ سپتامبر ۲۰۰۱ |
| ۱۷۹۱۴۰ | 2001 SU319  | ۲۱ سپتامبر ۲۰۰۱ |
| ۱۷۹۱۴۱ | 2001 SQ325  | ۱۷ سپتامبر ۲۰۰۱ |
| ۱۷۹۱۴۲ | 2001 SN327  | ۱۸ سپتامبر ۲۰۰۱ |
| ۱۷۹۱۴۳ | 2001 SP343  | ۲۲ سپتامبر ۲۰۰۱ |
| ۱۷۹۱۴۴ | 2001 SS344  | ۲۳ سپتامبر ۲۰۰۱ |
| ۱۷۹۱۴۵ | 2001 SZ347  | ۲۶ سپتامبر ۲۰۰۱ |
| ۱۷۹۱۴۶ | 2001 SJ353  | ۲۰ سپتامبر ۲۰۰۱ |
| ۱۷۹۱۴۷ | 2001 TH11   | ۱۳ اکتبر ۲۰۰۱   |
| ۱۷۹۱۴۸ | 2001 TD15   | ۱۱ اکتبر ۲۰۰۱   |
| ۱۷۹۱۴۹ | 2001 TT16   | ۱۱ اکتبر ۲۰۰۱   |
| ۱۷۹۱۵۰ | 2001 TB20   | ۹ اکتبر ۲۰۰۱    |
| ۱۷۹۱۵۱ | 2001 TD21   | ۹ اکتبر ۲۰۰۱    |
| ۱۷۹۱۵۲ | 2001 TG22   | ۱۳ اکتبر ۲۰۰۱   |
| ۱۷۹۱۵۳ | 2001 TO23   | ۱۴ اکتبر ۲۰۰۱   |
| ۱۷۹۱۵۴ | 2001 TG25   | ۱۴ اکتبر ۲۰۰۱   |
| ۱۷۹۱۵۵ | 2001 TU29   | ۱۴ اکتبر ۲۰۰۱   |
| ۱۷۹۱۵۶ | 2001 TV30   | ۱۴ اکتبر ۲۰۰۱   |
| ۱۷۹۱۵۷ | 2001 TX31   | ۱۴ اکتبر ۲۰۰۱   |
| ۱۷۹۱۵۸ | 2001 TZ34   | ۱۴ اکتبر ۲۰۰۱   |
| ۱۷۹۱۵۹ | 2001 TF48   | ۹ اکتبر ۲۰۰۱    |
| ۱۷۹۱۶۰ | 2001 TZ55   | ۱۵ اکتبر ۲۰۰۱   |
| ۱۷۹۱۶۱ | 2001 TF58   | ۱۳ اکتبر ۲۰۰۱   |
| ۱۷۹۱۶۲ | 2001 TZ58   | ۱۳ اکتبر ۲۰۰۱   |
| ۱۷۹۱۶۳ | 2001 TJ69   | ۱۳ اکتبر ۲۰۰۱   |
| ۱۷۹۱۶۴ | 2001 TE73   | ۱۳ اکتبر ۲۰۰۱   |
| ۱۷۹۱۶۵ | 2001 TL73   | ۱۳ اکتبر ۲۰۰۱   |
| ۱۷۹۱۶۶ | 2001 TZ74   | ۱۳ اکتبر ۲۰۰۱   |
| ۱۷۹۱۶۷ | 2001 TC78   | ۱۳ اکتبر ۲۰۰۱   |
| ۱۷۹۱۶۸ | 2001 TX83   | ۱۴ اکتبر ۲۰۰۱   |
| ۱۷۹۱۶۹ | 2001 TA89   | ۱۴ اکتبر ۲۰۰۱   |
| ۱۷۹۱۷۰ | 2001 TD91   | ۱۴ اکتبر ۲۰۰۱   |
| ۱۷۹۱۷۱ | 2001 TF91   | ۱۴ اکتبر ۲۰۰۱   |
| ۱۷۹۱۷۲ | 2001 TK94   | ۱۴ اکتبر ۲۰۰۱   |
| ۱۷۹۱۷۳ | 2001 TP104  | ۱۳ اکتبر ۲۰۰۱   |
| ۱۷۹۱۷۴ | 2001 TR108  | ۱۴ اکتبر ۲۰۰۱   |
| ۱۷۹۱۷۵ | 2001 TC110  | ۱۴ اکتبر ۲۰۰۱   |
| ۱۷۹۱۷۶ | 2001 TA114  | ۱۴ اکتبر ۲۰۰۱   |
| ۱۷۹۱۷۷ | 2001 TB120  | ۱۵ اکتبر ۲۰۰۱   |
| ۱۷۹۱۷۸ | 2001 TC121  | ۱۵ اکتبر ۲۰۰۱   |
| ۱۷۹۱۷۹ | 2001 TF123  | ۶ اکتبر ۲۰۰۱    |
| ۱۷۹۱۸۰ | 2001 TK126  | ۱۳ اکتبر ۲۰۰۱   |
| ۱۷۹۱۸۱ | 2001 TE135  | ۱۳ اکتبر ۲۰۰۱   |
| ۱۷۹۱۸۲ | 2001 TS135  | ۱۳ اکتبر ۲۰۰۱   |
| ۱۷۹۱۸۳ | 2001 TB140  | ۱۰ اکتبر ۲۰۰۱   |
| ۱۷۹۱۸۴ | 2001 TT144  | ۱۰ اکتبر ۲۰۰۱   |
| ۱۷۹۱۸۵ | 2001 TW144  | ۱۰ اکتبر ۲۰۰۱   |
| ۱۷۹۱۸۶ | 2001 TL146  | ۱۰ اکتبر ۲۰۰۱   |
| ۱۷۹۱۸۷ | 2001 TY147  | ۱۰ اکتبر ۲۰۰۱   |
| ۱۷۹۱۸۸ | 2001 TD150  | ۱۰ اکتبر ۲۰۰۱   |
| ۱۷۹۱۸۹ | 2001 TU151  | ۱۰ اکتبر ۲۰۰۱   |
| ۱۷۹۱۹۰ | 2001 TS154  | ۱۵ اکتبر ۲۰۰۱   |
| ۱۷۹۱۹۱ | 2001 TV155  | ۱۴ اکتبر ۲۰۰۱   |
| ۱۷۹۱۹۲ | 2001 TN162  | ۱۱ اکتبر ۲۰۰۱   |
| ۱۷۹۱۹۳ | 2001 TC163  | ۱۱ اکتبر ۲۰۰۱   |
| ۱۷۹۱۹۴ | 2001 TN163  | ۱۱ اکتبر ۲۰۰۱   |
| ۱۷۹۱۹۵ | 2001 TP163  | ۱۱ اکتبر ۲۰۰۱   |
| ۱۷۹۱۹۶ | 2001 TE164  | ۱۱ اکتبر ۲۰۰۱   |
| ۱۷۹۱۹۷ | 2001 TC172  | ۱۳ اکتبر ۲۰۰۱   |
| ۱۷۹۱۹۸ | 2001 TZ172  | ۱۳ اکتبر ۲۰۰۱   |
| ۱۷۹۱۹۹ | 2001 TH175  | ۱۴ اکتبر ۲۰۰۱   |
| ۱۷۹۲۰۰ | 2001 TU175  | ۱۴ اکتبر ۲۰۰۱   |
| ۱۷۹۲۰۱ | 2001 TE178  | ۱۴ اکتبر ۲۰۰۱   |
| ۱۷۹۲۰۲ | 2001 TL179  | ۱۴ اکتبر ۲۰۰۱   |
| ۱۷۹۲۰۳ | 2001 TA185  | ۱۴ اکتبر ۲۰۰۱   |
| ۱۷۹۲۰۴ | 2001 TD185  | ۱۴ اکتبر ۲۰۰۱   |
| ۱۷۹۲۰۵ | 2001 TM185  | ۱۴ اکتبر ۲۰۰۱   |
| ۱۷۹۲۰۶ | 2001 TW187  | ۱۴ اکتبر ۲۰۰۱   |
| ۱۷۹۲۰۷ | 2001 TX196  | ۱۵ اکتبر ۲۰۰۱   |
| ۱۷۹۲۰۸ | 2001 TN199  | ۱۱ اکتبر ۲۰۰۱   |
| ۱۷۹۲۰۹ | 2001 TX199  | ۱۱ اکتبر ۲۰۰۱   |
| ۱۷۹۲۱۰ | 2001 TJ202  | ۱۱ اکتبر ۲۰۰۱   |
| ۱۷۹۲۱۱ | 2001 TU206  | ۱۱ اکتبر ۲۰۰۱   |
| ۱۷۹۲۱۲ | 2001 TK213  | ۱۳ اکتبر ۲۰۰۱   |
| ۱۷۹۲۱۳ | 2001 TY217  | ۱۴ اکتبر ۲۰۰۱   |
| ۱۷۹۲۱۴ | 2001 TR218  | ۱۴ اکتبر ۲۰۰۱   |
| ۱۷۹۲۱۵ | 2001 TO221  | ۱۴ اکتبر ۲۰۰۱   |
| ۱۷۹۲۱۶ | 2001 TE224  | ۱۴ اکتبر ۲۰۰۱   |
| ۱۷۹۲۱۷ | 2001 TB225  | ۱۴ اکتبر ۲۰۰۱   |
| ۱۷۹۲۱۸ | 2001 TQ225  | ۱۴ اکتبر ۲۰۰۱   |
| ۱۷۹۲۱۹ | 2001 TB238  | ۱۴ اکتبر ۲۰۰۱   |
| ۱۷۹۲۲۰ | 2001 TT241  | ۱۳ اکتبر ۲۰۰۱   |
| ۱۷۹۲۲۱ | 2001 TP244  | ۱۴ اکتبر ۲۰۰۱   |
| ۱۷۹۲۲۲ | 2001 TT256  | ۱۳ اکتبر ۲۰۰۱   |
| ۱۷۹۲۲۳ | 2001 TA257  | ۱۵ اکتبر ۲۰۰۱   |
| ۱۷۹۲۲۴ | 2001 UG1    | ۱۸ اکتبر ۲۰۰۱   |
| ۱۷۹۲۲۵ | 2001 UB9    | ۱۷ اکتبر ۲۰۰۱   |
| ۱۷۹۲۲۶ | 2001 UX10   | ۲۲ اکتبر ۲۰۰۱   |
| ۱۷۹۲۲۷ | 2001 UG14   | ۲۱ اکتبر ۲۰۰۱   |
| ۱۷۹۲۲۸ | 2001 UX14   | ۲۴ اکتبر ۲۰۰۱   |
| ۱۷۹۲۲۹ | 2001 UF19   | ۱۶ اکتبر ۲۰۰۱   |
| ۱۷۹۲۳۰ | 2001 UJ27   | ۱۸ اکتبر ۲۰۰۱   |
| ۱۷۹۲۳۱ | 2001 UA30   | ۱۶ اکتبر ۲۰۰۱   |
| ۱۷۹۲۳۲ | 2001 UY39   | ۱۷ اکتبر ۲۰۰۱   |
| ۱۷۹۲۳۳ | 2001 UQ60   | ۱۷ اکتبر ۲۰۰۱   |
| ۱۷۹۲۳۴ | 2001 UT62   | ۱۷ اکتبر ۲۰۰۱   |
| ۱۷۹۲۳۵ | 2001 UR63   | ۱۸ اکتبر ۲۰۰۱   |
| ۱۷۹۲۳۶ | 2001 UC71   | ۱۷ اکتبر ۲۰۰۱   |
| ۱۷۹۲۳۷ | 2001 UD78   | ۲۰ اکتبر ۲۰۰۱   |
| ۱۷۹۲۳۸ | 2001 UV82   | ۲۰ اکتبر ۲۰۰۱   |
| ۱۷۹۲۳۹ | 2001 UQ84   | ۲۱ اکتبر ۲۰۰۱   |
| ۱۷۹۲۴۰ | 2001 UC87   | ۱۸ اکتبر ۲۰۰۱   |
| ۱۷۹۲۴۱ | 2001 UQ89   | ۲۳ اکتبر ۲۰۰۱   |
| ۱۷۹۲۴۲ | 2001 UF96   | ۱۷ اکتبر ۲۰۰۱   |
| ۱۷۹۲۴۳ | 2001 UH97   | ۱۷ اکتبر ۲۰۰۱   |
| ۱۷۹۲۴۴ | 2001 UP100  | ۱۸ اکتبر ۲۰۰۱   |
| ۱۷۹۲۴۵ | 2001 UM101  | ۲۰ اکتبر ۲۰۰۱   |
| ۱۷۹۲۴۶ | 2001 US101  | ۲۰ اکتبر ۲۰۰۱   |
| ۱۷۹۲۴۷ | 2001 UY102  | ۲۰ اکتبر ۲۰۰۱   |
| ۱۷۹۲۴۸ | 2001 UO104  | ۲۰ اکتبر ۲۰۰۱   |
| ۱۷۹۲۴۹ | 2001 UK106  | ۲۰ اکتبر ۲۰۰۱   |
| ۱۷۹۲۵۰ | 2001 UV106  | ۲۰ اکتبر ۲۰۰۱   |
| ۱۷۹۲۵۱ | 2001 UP111  | ۲۱ اکتبر ۲۰۰۱   |
| ۱۷۹۲۵۲ | 2001 UR128  | ۲۰ اکتبر ۲۰۰۱   |
| ۱۷۹۲۵۳ | 2001 UF130  | ۲۰ اکتبر ۲۰۰۱   |
| ۱۷۹۲۵۴ | 2001 UJ131  | ۲۰ اکتبر ۲۰۰۱   |
| ۱۷۹۲۵۵ | 2001 UY134  | ۲۱ اکتبر ۲۰۰۱   |
| ۱۷۹۲۵۶ | 2001 US136  | ۲۳ اکتبر ۲۰۰۱   |
| ۱۷۹۲۵۷ | 2001 UO140  | ۲۳ اکتبر ۲۰۰۱   |
| ۱۷۹۲۵۸ | 2001 UF142  | ۲۳ اکتبر ۲۰۰۱   |
| ۱۷۹۲۵۹ | 2001 UR143  | ۲۳ اکتبر ۲۰۰۱   |
| ۱۷۹۲۶۰ | 2001 UO148  | ۲۳ اکتبر ۲۰۰۱   |
| ۱۷۹۲۶۱ | 2001 UZ151  | ۲۳ اکتبر ۲۰۰۱   |
| ۱۷۹۲۶۲ | 2001 UC157  | ۲۳ اکتبر ۲۰۰۱   |
| ۱۷۹۲۶۳ | 2001 UH157  | ۲۳ اکتبر ۲۰۰۱   |
| ۱۷۹۲۶۴ | 2001 UT164  | ۲۳ اکتبر ۲۰۰۱   |
| ۱۷۹۲۶۵ | 2001 UJ166  | ۲۰ اکتبر ۲۰۰۱   |
| ۱۷۹۲۶۶ | 2001 UY176  | ۲۱ اکتبر ۲۰۰۱   |
| ۱۷۹۲۶۷ | 2001 UZ177  | ۲۳ اکتبر ۲۰۰۱   |
| ۱۷۹۲۶۸ | 2001 UC187  | ۱۷ اکتبر ۲۰۰۱   |
| ۱۷۹۲۶۹ | 2001 UE190  | ۱۸ اکتبر ۲۰۰۱   |
| ۱۷۹۲۷۰ | 2001 UW195  | ۱۸ اکتبر ۲۰۰۱   |
| ۱۷۹۲۷۱ | 2001 UX200  | ۱۹ اکتبر ۲۰۰۱   |
| ۱۷۹۲۷۲ | 2001 UA202  | ۱۹ اکتبر ۲۰۰۱   |
| ۱۷۹۲۷۳ | 2001 UX203  | ۱۹ اکتبر ۲۰۰۱   |
| ۱۷۹۲۷۴ | 2001 UH213  | ۲۳ اکتبر ۲۰۰۱   |
| ۱۷۹۲۷۵ | 2001 UH214  | ۲۳ اکتبر ۲۰۰۱   |
| ۱۷۹۲۷۶ | 2001 UC218  | ۲۵ اکتبر ۲۰۰۱   |
| ۱۷۹۲۷۷ | 2001 UT220  | ۲۱ اکتبر ۲۰۰۱   |
| ۱۷۹۲۷۸ | 2001 UQ221  | ۲۴ اکتبر ۲۰۰۱   |
| ۱۷۹۲۷۹ | 2001 UX222  | ۲۶ اکتبر ۲۰۰۱   |
| ۱۷۹۲۸۰ | 2001 UF226  | ۱۶ اکتبر ۲۰۰۱   |
| ۱۷۹۲۸۱ | 2001 VT4    | ۱۰ نوامبر ۲۰۰۱  |
| ۱۷۹۲۸۲ | 2001 VY5    | ۹ نوامبر ۲۰۰۱   |
| ۱۷۹۲۸۳ | 2001 VR6    | ۹ نوامبر ۲۰۰۱   |
| ۱۷۹۲۸۴ | 2001 VU7    | ۹ نوامبر ۲۰۰۱   |
| ۱۷۹۲۸۵ | 2001 VP11   | ۱۰ نوامبر ۲۰۰۱  |
| ۱۷۹۲۸۶ | 2001 VG14   | ۱۰ نوامبر ۲۰۰۱  |
| ۱۷۹۲۸۷ | 2001 VM25   | ۹ نوامبر ۲۰۰۱   |
| ۱۷۹۲۸۸ | 2001 VL26   | ۹ نوامبر ۲۰۰۱   |
| ۱۷۹۲۸۹ | 2001 VO27   | ۹ نوامبر ۲۰۰۱   |
| ۱۷۹۲۹۰ | 2001 VD31   | ۹ نوامبر ۲۰۰۱   |
| ۱۷۹۲۹۱ | 2001 VU42   | ۹ نوامبر ۲۰۰۱   |
| ۱۷۹۲۹۲ | 2001 VR53   | ۱۰ نوامبر ۲۰۰۱  |
| ۱۷۹۲۹۳ | 2001 VY54   | ۱۰ نوامبر ۲۰۰۱  |
| ۱۷۹۲۹۴ | 2001 VK55   | ۱۰ نوامبر ۲۰۰۱  |
| ۱۷۹۲۹۵ | 2001 VU56   | ۱۰ نوامبر ۲۰۰۱  |
| ۱۷۹۲۹۶ | 2001 VS60   | ۱۰ نوامبر ۲۰۰۱  |
| ۱۷۹۲۹۷ | 2001 VB62   | ۱۰ نوامبر ۲۰۰۱  |
| ۱۷۹۲۹۸ | 2001 VG70   | ۱۱ نوامبر ۲۰۰۱  |
| ۱۷۹۲۹۹ | 2001 VK77   | ۹ نوامبر ۲۰۰۱   |
| ۱۷۹۳۰۰ | 2001 VL80   | ۱۰ نوامبر ۲۰۰۱  |
| ۱۷۹۳۰۱ | 2001 VF85   | ۱۲ نوامبر ۲۰۰۱  |
| ۱۷۹۳۰۲ | 2001 VO85   | ۱۲ نوامبر ۲۰۰۱  |
| ۱۷۹۳۰۳ | 2001 VF89   | ۱۲ نوامبر ۲۰۰۱  |
| ۱۷۹۳۰۴ | 2001 VW95   | ۱۵ نوامبر ۲۰۰۱  |
| ۱۷۹۳۰۵ | 2001 VS98   | ۱۵ نوامبر ۲۰۰۱  |
| ۱۷۹۳۰۶ | 2001 VA100  | ۱۵ نوامبر ۲۰۰۱  |
| ۱۷۹۳۰۷ | 2001 VV100  | ۱۲ نوامبر ۲۰۰۱  |
| ۱۷۹۳۰۸ | 2001 VE101  | ۱۲ نوامبر ۲۰۰۱  |
| ۱۷۹۳۰۹ | 2001 VF109  | ۱۲ نوامبر ۲۰۰۱  |
| ۱۷۹۳۱۰ | 2001 VN112  | ۱۲ نوامبر ۲۰۰۱  |
| ۱۷۹۳۱۱ | 2001 VL126  | ۱۴ نوامبر ۲۰۰۱  |
| ۱۷۹۳۱۲ | 2001 VM126  | ۱۴ نوامبر ۲۰۰۱  |
| ۱۷۹۳۱۳ | 2001 WY16   | ۱۷ نوامبر ۲۰۰۱  |
| ۱۷۹۳۱۴ | 2001 WR18   | ۱۷ نوامبر ۲۰۰۱  |
| ۱۷۹۳۱۵ | 2001 WX18   | ۱۷ نوامبر ۲۰۰۱  |
| ۱۷۹۳۱۶ | 2001 WD19   | ۱۷ نوامبر ۲۰۰۱  |
| ۱۷۹۳۱۷ | 2001 WJ21   | ۱۸ نوامبر ۲۰۰۱  |
| ۱۷۹۳۱۸ | 2001 WV23   | ۱۷ نوامبر ۲۰۰۱  |
| ۱۷۹۳۱۹ | 2001 WW23   | ۱۷ نوامبر ۲۰۰۱  |
| ۱۷۹۳۲۰ | 2001 WH30   | ۱۷ نوامبر ۲۰۰۱  |
| ۱۷۹۳۲۱ | 2001 WE34   | ۱۷ نوامبر ۲۰۰۱  |
| ۱۷۹۳۲۲ | 2001 WF44   | ۱۸ نوامبر ۲۰۰۱  |
| ۱۷۹۳۲۳ | 2001 WJ45   | ۱۹ نوامبر ۲۰۰۱  |
| ۱۷۹۳۲۴ | 2001 WS46   | ۱۹ نوامبر ۲۰۰۱  |
| ۱۷۹۳۲۵ | 2001 WU47   | ۱۹ نوامبر ۲۰۰۱  |
| ۱۷۹۳۲۶ | 2001 WX53   | ۱۹ نوامبر ۲۰۰۱  |
| ۱۷۹۳۲۷ | 2001 WY55   | ۱۹ نوامبر ۲۰۰۱  |
| ۱۷۹۳۲۸ | 2001 WU58   | ۱۹ نوامبر ۲۰۰۱  |
| ۱۷۹۳۲۹ | 2001 WZ59   | ۱۹ نوامبر ۲۰۰۱  |
| ۱۷۹۳۳۰ | 2001 WL67   | ۲۰ نوامبر ۲۰۰۱  |
| ۱۷۹۳۳۱ | 2001 WZ68   | ۲۰ نوامبر ۲۰۰۱  |
| ۱۷۹۳۳۲ | 2001 WZ96   | ۱۸ نوامبر ۲۰۰۱  |
| ۱۷۹۳۳۳ | 2001 XX8    | ۹ دسامبر ۲۰۰۱   |
| ۱۷۹۳۳۴ | 2001 XC13   | ۹ دسامبر ۲۰۰۱   |
| ۱۷۹۳۳۵ | 2001 XA19   | ۹ دسامبر ۲۰۰۱   |
| ۱۷۹۳۳۶ | 2001 XT21   | ۹ دسامبر ۲۰۰۱   |
| ۱۷۹۳۳۷ | 2001 XH36   | ۹ دسامبر ۲۰۰۱   |
| ۱۷۹۳۳۸ | 2001 XX45   | ۹ دسامبر ۲۰۰۱   |
| ۱۷۹۳۳۹ | 2001 XC61   | ۱۰ دسامبر ۲۰۰۱  |
| ۱۷۹۳۴۰ | 2001 XH64   | ۱۱ دسامبر ۲۰۰۱  |
| ۱۷۹۳۴۱ | 2001 XF77   | ۱۱ دسامبر ۲۰۰۱  |
| ۱۷۹۳۴۲ | 2001 XO89   | ۱۰ دسامبر ۲۰۰۱  |
| ۱۷۹۳۴۳ | 2001 XW90   | ۱۰ دسامبر ۲۰۰۱  |
| ۱۷۹۳۴۴ | 2001 XR96   | ۱۰ دسامبر ۲۰۰۱  |
| ۱۷۹۳۴۵ | 2001 XP107  | ۱۰ دسامبر ۲۰۰۱  |
| ۱۷۹۳۴۶ | 2001 XQ107  | ۱۰ دسامبر ۲۰۰۱  |
| ۱۷۹۳۴۷ | 2001 XV116  | ۱۳ دسامبر ۲۰۰۱  |
| ۱۷۹۳۴۸ | 2001 XV120  | ۱۴ دسامبر ۲۰۰۱  |
| ۱۷۹۳۴۹ | 2001 XW122  | ۱۴ دسامبر ۲۰۰۱  |
| ۱۷۹۳۵۰ | 2001 XG123  | ۱۴ دسامبر ۲۰۰۱  |
| ۱۷۹۳۵۱ | 2001 XE128  | ۱۴ دسامبر ۲۰۰۱  |
| ۱۷۹۳۵۲ | 2001 XA130  | ۱۴ دسامبر ۲۰۰۱  |
| ۱۷۹۳۵۳ | 2001 XG134  | ۱۴ دسامبر ۲۰۰۱  |
| ۱۷۹۳۵۴ | 2001 XJ135  | ۱۴ دسامبر ۲۰۰۱  |
| ۱۷۹۳۵۵ | 2001 XF138  | ۱۴ دسامبر ۲۰۰۱  |
| ۱۷۹۳۵۶ | 2001 XH147  | ۱۴ دسامبر ۲۰۰۱  |
| ۱۷۹۳۵۷ | 2001 XP154  | ۱۴ دسامبر ۲۰۰۱  |
| ۱۷۹۳۵۸ | 2001 XC160  | ۱۴ دسامبر ۲۰۰۱  |
| ۱۷۹۳۵۹ | 2001 XA179  | ۱۴ دسامبر ۲۰۰۱  |
| ۱۷۹۳۶۰ | 2001 XH187  | ۱۴ دسامبر ۲۰۰۱  |
| ۱۷۹۳۶۱ | 2001 XL192  | ۱۴ دسامبر ۲۰۰۱  |
| ۱۷۹۳۶۲ | 2001 XH196  | ۱۴ دسامبر ۲۰۰۱  |
| ۱۷۹۳۶۳ | 2001 XV201  | ۱۴ دسامبر ۲۰۰۱  |
| ۱۷۹۳۶۴ | 2001 XZ205  | ۱۱ دسامبر ۲۰۰۱  |
| ۱۷۹۳۶۵ | 2001 XZ206  | ۱۱ دسامبر ۲۰۰۱  |
| ۱۷۹۳۶۶ | 2001 XC214  | ۱۱ دسامبر ۲۰۰۱  |
| ۱۷۹۳۶۷ | 2001 XP217  | ۱۴ دسامبر ۲۰۰۱  |
| ۱۷۹۳۶۸ | 2001 XB220  | ۱۵ دسامبر ۲۰۰۱  |
| ۱۷۹۳۶۹ | 2001 XV225  | ۱۵ دسامبر ۲۰۰۱  |
| ۱۷۹۳۷۰ | 2001 XV226  | ۱۵ دسامبر ۲۰۰۱  |
| ۱۷۹۳۷۱ | 2001 XD230  | ۱۵ دسامبر ۲۰۰۱  |
| ۱۷۹۳۷۲ | 2001 XF232  | ۱۵ دسامبر ۲۰۰۱  |
| ۱۷۹۳۷۳ | 2001 XB234  | ۱۵ دسامبر ۲۰۰۱  |
| ۱۷۹۳۷۴ | 2001 XV234  | ۱۵ دسامبر ۲۰۰۱  |
| ۱۷۹۳۷۵ | 2001 XH235  | ۱۵ دسامبر ۲۰۰۱  |
| ۱۷۹۳۷۶ | 2001 XC236  | ۱۵ دسامبر ۲۰۰۱  |
| ۱۷۹۳۷۷ | 2001 XC240  | ۱۵ دسامبر ۲۰۰۱  |
| ۱۷۹۳۷۸ | 2001 XF245  | ۱۵ دسامبر ۲۰۰۱  |
| ۱۷۹۳۷۹ | 2001 XL249  | ۱۳ دسامبر ۲۰۰۱  |
| ۱۷۹۳۸۰ | 2001 XD257  | ۷ دسامبر ۲۰۰۱   |
| ۱۷۹۳۸۱ | 2001 XB258  | ۷ دسامبر ۲۰۰۱   |
| ۱۷۹۳۸۲ | 2001 YA5    | ۲۳ دسامبر ۲۰۰۱  |
| ۱۷۹۳۸۳ | 2001 YU14   | ۱۷ دسامبر ۲۰۰۱  |
| ۱۷۹۳۸۴ | 2001 YY16   | ۱۷ دسامبر ۲۰۰۱  |
| ۱۷۹۳۸۵ | 2001 YO18   | ۱۷ دسامبر ۲۰۰۱  |
| ۱۷۹۳۸۶ | 2001 YY37   | ۱۸ دسامبر ۲۰۰۱  |
| ۱۷۹۳۸۷ | 2001 YO38   | ۱۸ دسامبر ۲۰۰۱  |
| ۱۷۹۳۸۸ | 2001 YK49   | ۱۸ دسامبر ۲۰۰۱  |
| ۱۷۹۳۸۹ | 2001 YP69   | ۱۸ دسامبر ۲۰۰۱  |
| ۱۷۹۳۹۰ | 2001 YA73   | ۱۸ دسامبر ۲۰۰۱  |
| ۱۷۹۳۹۱ | 2001 YC98   | ۱۷ دسامبر ۲۰۰۱  |
| ۱۷۹۳۹۲ | 2001 YQ108  | ۱۸ دسامبر ۲۰۰۱  |
| ۱۷۹۳۹۳ | 2001 YU108  | ۱۸ دسامبر ۲۰۰۱  |
| ۱۷۹۳۹۴ | 2001 YM114  | ۱۹ دسامبر ۲۰۰۱  |
| ۱۷۹۳۹۵ | 2001 YX114  | ۱۷ دسامبر ۲۰۰۱  |
| ۱۷۹۳۹۶ | 2001 YF116  | ۱۷ دسامبر ۲۰۰۱  |
| ۱۷۹۳۹۷ | 2001 YW116  | ۱۸ دسامبر ۲۰۰۱  |
| ۱۷۹۳۹۸ | 2001 YH121  | ۱۷ دسامبر ۲۰۰۱  |
| ۱۷۹۳۹۹ | 2001 YS121  | ۱۷ دسامبر ۲۰۰۱  |
| ۱۷۹۴۰۰ | 2001 YN131  | ۱۸ دسامبر ۲۰۰۱  |
| ۱۷۹۴۰۱ | 2001 YZ133  | ۲۲ دسامبر ۲۰۰۱  |
| ۱۷۹۴۰۲ | 2001 YR135  | ۲۰ دسامبر ۲۰۰۱  |
| ۱۷۹۴۰۳ | 2001 YE137  | ۲۲ دسامبر ۲۰۰۱  |
| ۱۷۹۴۰۴ | 2001 YF142  | ۱۷ دسامبر ۲۰۰۱  |
| ۱۷۹۴۰۵ | 2001 YV143  | ۱۷ دسامبر ۲۰۰۱  |
| ۱۷۹۴۰۶ | 2001 YB149  | ۱۹ دسامبر ۲۰۰۱  |
| ۱۷۹۴۰۷ | 2001 YC151  | ۱۹ دسامبر ۲۰۰۱  |
| ۱۷۹۴۰۸ | 2001 YF153  | ۱۹ دسامبر ۲۰۰۱  |
| ۱۷۹۴۰۹ | 2001 YB155  | ۲۰ دسامبر ۲۰۰۱  |
| ۱۷۹۴۱۰ | 2001 YO156  | ۲۰ دسامبر ۲۰۰۱  |
| ۱۷۹۴۱۱ | 2001 YM158  | ۱۸ دسامبر ۲۰۰۱  |
| ۱۷۹۴۱۲ | 2001 YB161  | ۱۸ دسامبر ۲۰۰۱  |
| ۱۷۹۴۱۳ | 2001 YM161  | ۱۹ دسامبر ۲۰۰۱  |
| ۱۷۹۴۱۴ | 2002 AD3    | ۷ ژانویه ۲۰۰۲   |
| ۱۷۹۴۱۵ | 2002 AC12   | ۱۰ ژانویه ۲۰۰۲  |
| ۱۷۹۴۱۶ | 2002 AP14   | ۹ ژانویه ۲۰۰۲   |
| ۱۷۹۴۱۷ | 2002 AN17   | ۹ ژانویه ۲۰۰۲   |
| ۱۷۹۴۱۸ | 2002 AV19   | ۸ ژانویه ۲۰۰۲   |
| ۱۷۹۴۱۹ | 2002 AC30   | ۹ ژانویه ۲۰۰۲   |
| ۱۷۹۴۲۰ | 2002 AS37   | ۹ ژانویه ۲۰۰۲   |
| ۱۷۹۴۲۱ | 2002 AG39   | ۹ ژانویه ۲۰۰۲   |
| ۱۷۹۴۲۲ | 2002 AT43   | ۹ ژانویه ۲۰۰۲   |
| ۱۷۹۴۲۳ | 2002 AM46   | ۹ ژانویه ۲۰۰۲   |
| ۱۷۹۴۲۴ | 2002 AM48   | ۹ ژانویه ۲۰۰۲   |
| ۱۷۹۴۲۵ | 2002 AO48   | ۹ ژانویه ۲۰۰۲   |
| ۱۷۹۴۲۶ | 2002 AG52   | ۹ ژانویه ۲۰۰۲   |
| ۱۷۹۴۲۷ | 2002 AC54   | ۹ ژانویه ۲۰۰۲   |
| ۱۷۹۴۲۸ | 2002 AF58   | ۹ ژانویه ۲۰۰۲   |
| ۱۷۹۴۲۹ | 2002 AD61   | ۱۱ ژانویه ۲۰۰۲  |
| ۱۷۹۴۳۰ | 2002 AY65   | ۱۲ ژانویه ۲۰۰۲  |
| ۱۷۹۴۳۱ | 2002 AB74   | ۸ ژانویه ۲۰۰۲   |
| ۱۷۹۴۳۲ | 2002 AO75   | ۸ ژانویه ۲۰۰۲   |
| ۱۷۹۴۳۳ | 2002 AZ76   | ۸ ژانویه ۲۰۰۲   |
| ۱۷۹۴۳۴ | 2002 AZ79   | ۸ ژانویه ۲۰۰۲   |
| ۱۷۹۴۳۵ | 2002 AC83   | ۹ ژانویه ۲۰۰۲   |
| ۱۷۹۴۳۶ | 2002 AO83   | ۹ ژانویه ۲۰۰۲   |
| ۱۷۹۴۳۷ | 2002 AT86   | ۹ ژانویه ۲۰۰۲   |
| ۱۷۹۴۳۸ | 2002 AW86   | ۹ ژانویه ۲۰۰۲   |
| ۱۷۹۴۳۹ | 2002 AU95   | ۸ ژانویه ۲۰۰۲   |
| ۱۷۹۴۴۰ | 2002 AM103  | ۹ ژانویه ۲۰۰۲   |
| ۱۷۹۴۴۱ | 2002 AC116  | ۹ ژانویه ۲۰۰۲   |
| ۱۷۹۴۴۲ | 2002 AJ124  | ۹ ژانویه ۲۰۰۲   |
| ۱۷۹۴۴۳ | 2002 AU124  | ۹ ژانویه ۲۰۰۲   |
| ۱۷۹۴۴۴ | 2002 AD135  | ۹ ژانویه ۲۰۰۲   |
| ۱۷۹۴۴۵ | 2002 AS143  | ۱۳ ژانویه ۲۰۰۲  |
| ۱۷۹۴۴۶ | 2002 AV158  | ۱۳ ژانویه ۲۰۰۲  |
| ۱۷۹۴۴۷ | 2002 AW158  | ۱۳ ژانویه ۲۰۰۲  |
| ۱۷۹۴۴۸ | 2002 AG159  | ۱۳ ژانویه ۲۰۰۲  |
| ۱۷۹۴۴۹ | 2002 AB165  | ۱۳ ژانویه ۲۰۰۲  |
| ۱۷۹۴۵۰ | 2002 AU170  | ۱۴ ژانویه ۲۰۰۲  |
| ۱۷۹۴۵۱ | 2002 AC171  | ۱۴ ژانویه ۲۰۰۲  |
| ۱۷۹۴۵۲ | 2002 AE171  | ۱۴ ژانویه ۲۰۰۲  |
| ۱۷۹۴۵۳ | 2002 AV171  | ۱۴ ژانویه ۲۰۰۲  |
| ۱۷۹۴۵۴ | 2002 AA172  | ۱۴ ژانویه ۲۰۰۲  |
| ۱۷۹۴۵۵ | 2002 AB172  | ۱۴ ژانویه ۲۰۰۲  |
| ۱۷۹۴۵۶ | 2002 AF172  | ۱۴ ژانویه ۲۰۰۲  |
| ۱۷۹۴۵۷ | 2002 AR173  | ۱۴ ژانویه ۲۰۰۲  |
| ۱۷۹۴۵۸ | 2002 AQ177  | ۱۴ ژانویه ۲۰۰۲  |
| ۱۷۹۴۵۹ | 2002 AG189  | ۱۰ ژانویه ۲۰۰۲  |
| ۱۷۹۴۶۰ | 2002 AK190  | ۱۱ ژانویه ۲۰۰۲  |
| ۱۷۹۴۶۱ | 2002 AA199  | ۸ ژانویه ۲۰۰۲   |
| ۱۷۹۴۶۲ | 2002 AJ202  | ۱۲ ژانویه ۲۰۰۲  |
| ۱۷۹۴۶۳ | 2002 AG209  | ۹ ژانویه ۲۰۰۲   |
| ۱۷۹۴۶۴ | 2002 BM1    | ۱۹ ژانویه ۲۰۰۲  |
| ۱۷۹۴۶۵ | 2002 BY2    | ۱۸ ژانویه ۲۰۰۲  |
| ۱۷۹۴۶۶ | 2002 BG5    | ۱۹ ژانویه ۲۰۰۲  |
| ۱۷۹۴۶۷ | 2002 BM9    | ۱۸ ژانویه ۲۰۰۲  |
| ۱۷۹۴۶۸ | 2002 BA16   | ۱۹ ژانویه ۲۰۰۲  |
| ۱۷۹۴۶۹ | 2002 BE20   | ۲۲ ژانویه ۲۰۰۲  |
| ۱۷۹۴۷۰ | 2002 BV23   | ۲۳ ژانویه ۲۰۰۲  |
| ۱۷۹۴۷۱ | 2002 BX23   | ۲۳ ژانویه ۲۰۰۲  |
| ۱۷۹۴۷۲ | 2002 BH24   | ۲۳ ژانویه ۲۰۰۲  |
| ۱۷۹۴۷۳ | 2002 BU26   | ۱۷ ژانویه ۲۰۰۲  |
| ۱۷۹۴۷۴ | 2002 BM27   | ۲۰ ژانویه ۲۰۰۲  |
| ۱۷۹۴۷۵ | 2002 BY29   | ۲۱ ژانویه ۲۰۰۲  |
| ۱۷۹۴۷۶ | 2002 BK30   | ۲۱ ژانویه ۲۰۰۲  |
| ۱۷۹۴۷۷ | 2002 BL30   | ۲۱ ژانویه ۲۰۰۲  |
| ۱۷۹۴۷۸ | 2002 BM30   | ۲۱ ژانویه ۲۰۰۲  |
| ۱۷۹۴۷۹ | 2002 CR2    | ۳ فوریه ۲۰۰۲    |
| ۱۷۹۴۸۰ | 2002 CU3    | ۳ فوریه ۲۰۰۲    |
| ۱۷۹۴۸۱ | 2002 CT13   | ۸ فوریه ۲۰۰۲    |
| ۱۷۹۴۸۲ | 2002 CN17   | ۶ فوریه ۲۰۰۲    |
| ۱۷۹۴۸۳ | 2002 CO17   | ۶ فوریه ۲۰۰۲    |
| ۱۷۹۴۸۴ | 2002 CZ17   | ۶ فوریه ۲۰۰۲    |
| ۱۷۹۴۸۵ | 2002 CC22   | ۵ فوریه ۲۰۰۲    |
| ۱۷۹۴۸۶ | 2002 CN23   | ۶ فوریه ۲۰۰۲    |
| ۱۷۹۴۸۷ | 2002 CD28   | ۶ فوریه ۲۰۰۲    |
| ۱۷۹۴۸۸ | 2002 CK29   | ۶ فوریه ۲۰۰۲    |
| ۱۷۹۴۸۹ | 2002 CZ33   | ۶ فوریه ۲۰۰۲    |
| ۱۷۹۴۹۰ | 2002 CY37   | ۷ فوریه ۲۰۰۲    |
| ۱۷۹۴۹۱ | 2002 CR41   | ۷ فوریه ۲۰۰۲    |
| ۱۷۹۴۹۲ | 2002 CX49   | ۳ فوریه ۲۰۰۲    |
| ۱۷۹۴۹۳ | 2002 CN62   | ۶ فوریه ۲۰۰۲    |
| ۱۷۹۴۹۴ | 2002 CU62   | ۶ فوریه ۲۰۰۲    |
| ۱۷۹۴۹۵ | 2002 CT65   | ۶ فوریه ۲۰۰۲    |
| ۱۷۹۴۹۶ | 2002 CT69   | ۷ فوریه ۲۰۰۲    |
| ۱۷۹۴۹۷ | 2002 CX77   | ۷ فوریه ۲۰۰۲    |
| ۱۷۹۴۹۸ | 2002 CW78   | ۷ فوریه ۲۰۰۲    |
| ۱۷۹۴۹۹ | 2002 CY81   | ۷ فوریه ۲۰۰۲    |
| ۱۷۹۵۰۰ | 2002 CV84   | ۷ فوریه ۲۰۰۲    |
| ۱۷۹۵۰۱ | 2002 CP86   | ۷ فوریه ۲۰۰۲    |
| ۱۷۹۵۰۲ | 2002 CX98   | ۷ فوریه ۲۰۰۲    |
| ۱۷۹۵۰۳ | 2002 CT103  | ۷ فوریه ۲۰۰۲    |
| ۱۷۹۵۰۴ | 2002 CL118  | ۱۴ فوریه ۲۰۰۲   |
| ۱۷۹۵۰۵ | 2002 CV122  | ۷ فوریه ۲۰۰۲    |
| ۱۷۹۵۰۶ | 2002 CC131  | ۷ فوریه ۲۰۰۲    |
| ۱۷۹۵۰۷ | 2002 CK132  | ۷ فوریه ۲۰۰۲    |
| ۱۷۹۵۰۸ | 2002 CR135  | ۸ فوریه ۲۰۰۲    |
| ۱۷۹۵۰۹ | 2002 CZ136  | ۸ فوریه ۲۰۰۲    |
| ۱۷۹۵۱۰ | 2002 CM141  | ۸ فوریه ۲۰۰۲    |
| ۱۷۹۵۱۱ | 2002 CC143  | ۹ فوریه ۲۰۰۲    |
| ۱۷۹۵۱۲ | 2002 CR143  | ۹ فوریه ۲۰۰۲    |
| ۱۷۹۵۱۳ | 2002 CV155  | ۶ فوریه ۲۰۰۲    |
| ۱۷۹۵۱۴ | 2002 CW155  | ۶ فوریه ۲۰۰۲    |
| ۱۷۹۵۱۵ | 2002 CO156  | ۷ فوریه ۲۰۰۲    |
| ۱۷۹۵۱۶ | 2002 CT156  | ۷ فوریه ۲۰۰۲    |
| ۱۷۹۵۱۷ | 2002 CJ157  | ۷ فوریه ۲۰۰۲    |
| ۱۷۹۵۱۸ | 2002 CZ159  | ۸ فوریه ۲۰۰۲    |
| ۱۷۹۵۱۹ | 2002 CP160  | ۸ فوریه ۲۰۰۲    |
| ۱۷۹۵۲۰ | 2002 CP162  | ۸ فوریه ۲۰۰۲    |
| ۱۷۹۵۲۱ | 2002 CG164  | ۸ فوریه ۲۰۰۲    |
| ۱۷۹۵۲۲ | 2002 CQ165  | ۸ فوریه ۲۰۰۲    |
| ۱۷۹۵۲۳ | 2002 CX166  | ۸ فوریه ۲۰۰۲    |
| ۱۷۹۵۲۴ | 2002 CX170  | ۸ فوریه ۲۰۰۲    |
| ۱۷۹۵۲۵ | 2002 CJ183  | ۱۰ فوریه ۲۰۰۲   |
| ۱۷۹۵۲۶ | 2002 CJ186  | ۱۰ فوریه ۲۰۰۲   |
| ۱۷۹۵۲۷ | 2002 CK186  | ۱۰ فوریه ۲۰۰۲   |
| ۱۷۹۵۲۸ | 2002 CE191  | ۱۰ فوریه ۲۰۰۲   |
| ۱۷۹۵۲۹ | 2002 CT195  | ۱۰ فوریه ۲۰۰۲   |
| ۱۷۹۵۳۰ | 2002 CA196  | ۱۰ فوریه ۲۰۰۲   |
| ۱۷۹۵۳۱ | 2002 CD198  | ۱۰ فوریه ۲۰۰۲   |
| ۱۷۹۵۳۲ | 2002 CL201  | ۱۰ فوریه ۲۰۰۲   |
| ۱۷۹۵۳۳ | 2002 CP201  | ۱۰ فوریه ۲۰۰۲   |
| ۱۷۹۵۳۴ | 2002 CT207  | ۱۰ فوریه ۲۰۰۲   |
| ۱۷۹۵۳۵ | 2002 CH213  | ۱۰ فوریه ۲۰۰۲   |
| ۱۷۹۵۳۶ | 2002 CG225  | ۱۴ فوریه ۲۰۰۲   |
| ۱۷۹۵۳۷ | 2002 CY234  | ۹ فوریه ۲۰۰۲    |
| ۱۷۹۵۳۸ | 2002 CG241  | ۱۱ فوریه ۲۰۰۲   |
| ۱۷۹۵۳۹ | 2002 CP241  | ۱۱ فوریه ۲۰۰۲   |
| ۱۷۹۵۴۰ | 2002 CY253  | ۴ فوریه ۲۰۰۲    |
| ۱۷۹۵۴۱ | 2002 CZ259  | ۷ فوریه ۲۰۰۲    |
| ۱۷۹۵۴۲ | 2002 CC263  | ۶ فوریه ۲۰۰۲    |
| ۱۷۹۵۴۳ | 2002 CM263  | ۶ فوریه ۲۰۰۲    |
| ۱۷۹۵۴۴ | 2002 CA292  | ۱۱ فوریه ۲۰۰۲   |
| ۱۷۹۵۴۵ | 2002 CQ294  | ۱۰ فوریه ۲۰۰۲   |
| ۱۷۹۵۴۶ | 2002 CG295  | ۱۰ فوریه ۲۰۰۲   |
| ۱۷۹۵۴۷ | 2002 CN295  | ۱۰ فوریه ۲۰۰۲   |
| ۱۷۹۵۴۸ | 2002 CP295  | ۱۰ فوریه ۲۰۰۲   |
| ۱۷۹۵۴۹ | 2002 CH296  | ۱۰ فوریه ۲۰۰۲   |
| ۱۷۹۵۵۰ | 2002 CP302  | ۱۲ فوریه ۲۰۰۲   |
| ۱۷۹۵۵۱ | 2002 CQ311  | ۱۱ فوریه ۲۰۰۲   |
| ۱۷۹۵۵۲ | 2002 CA315  | ۸ فوریه ۲۰۰۲    |
| ۱۷۹۵۵۲ | 2002 DJ     | ۱۶ فوریه ۲۰۰۲   |
| ۱۷۹۵۵۴ | 2002 DB2    | ۱۹ فوریه ۲۰۰۲   |
| ۱۷۹۵۵۵ | 2002 DW5    | ۱۶ فوریه ۲۰۰۲   |
| ۱۷۹۵۵۶ | 2002 DH6    | ۲۰ فوریه ۲۰۰۲   |
| ۱۷۹۵۵۷ | 2002 DL7    | ۱۹ فوریه ۲۰۰۲   |
| ۱۷۹۵۵۸ | 2002 DD9    | ۱۹ فوریه ۲۰۰۲   |
| ۱۷۹۵۵۹ | 2002 DF13   | ۲۸ فوریه ۲۰۰۲   |
| ۱۷۹۵۶۰ | 2002 EL11   | ۱۳ مارس ۲۰۰۲    |
| ۱۷۹۵۶۱ | 2002 EO17   | ۵ مارس ۲۰۰۲     |
| ۱۷۹۵۶۲ | 2002 EY28   | ۹ مارس ۲۰۰۲     |
| ۱۷۹۵۶۳ | 2002 ED50   | ۱۲ مارس ۲۰۰۲    |
| ۱۷۹۵۶۴ | 2002 ES55   | ۱۳ مارس ۲۰۰۲    |
| ۱۷۹۵۶۵ | 2002 ES62   | ۱۳ مارس ۲۰۰۲    |
| ۱۷۹۵۶۶ | 2002 EN63   | ۱۳ مارس ۲۰۰۲    |
| ۱۷۹۵۶۷ | 2002 EU80   | ۱۳ مارس ۲۰۰۲    |
| ۱۷۹۵۶۸ | 2002 EZ83   | ۹ مارس ۲۰۰۲     |
| ۱۷۹۵۶۹ | 2002 ER92   | ۱۴ مارس ۲۰۰۲    |
| ۱۷۹۵۷۰ | 2002 EN95   | ۱۴ مارس ۲۰۰۲    |
| ۱۷۹۵۷۱ | 2002 ED152  | ۱۴ مارس ۲۰۰۲    |
| ۱۷۹۵۷۲ | 2002 FY11   | ۱۶ مارس ۲۰۰۲    |
| ۱۷۹۵۷۳ | 2002 FW20   | ۱۹ مارس ۲۰۰۲    |
| ۱۷۹۵۷۴ | 2002 FA25   | ۱۹ مارس ۲۰۰۲    |
| ۱۷۹۵۷۵ | 2002 FZ30   | ۲۰ مارس ۲۰۰۲    |
| ۱۷۹۵۷۶ | 2002 GZ10   | ۱۰ آوریل ۲۰۰۲   |
| ۱۷۹۵۷۷ | 2002 GO12   | ۱۴ آوریل ۲۰۰۲   |
| ۱۷۹۵۷۸ | 2002 GQ15   | ۱۵ آوریل ۲۰۰۲   |
| ۱۷۹۵۷۹ | 2002 GE55   | ۵ آوریل ۲۰۰۲    |
| ۱۷۹۵۸۰ | 2002 GQ125  | ۱۲ آوریل ۲۰۰۲   |
| ۱۷۹۵۸۰ | 2002 HZ     | ۱۶ آوریل ۲۰۰۲   |
| ۱۷۹۵۸۲ | 2002 JJ2    | ۴ مه ۲۰۰۲       |
| ۱۷۹۵۸۳ | 2002 JG21   | ۸ مه ۲۰۰۲       |
| ۱۷۹۵۸۴ | 2002 JW85   | ۱۱ مه ۲۰۰۲      |
| ۱۷۹۵۸۵ | 2002 JB147  | ۱۱ مه ۲۰۰۲      |
| ۱۷۹۵۸۶ | 2002 KD15   | ۱۸ مه ۲۰۰۲      |
| ۱۷۹۵۸۷ | 2002 LS2    | ۵ ژوئن ۲۰۰۲     |
| ۱۷۹۵۸۸ | 2002 LD8    | ۵ ژوئن ۲۰۰۲     |
| ۱۷۹۵۸۹ | 2002 LM30   | ۲ ژوئن ۲۰۰۲     |
| ۱۷۹۵۹۰ | 2002 LJ31   | ۳ ژوئن ۲۰۰۲     |
| ۱۷۹۵۹۱ | 2002 LH36   | ۹ ژوئن ۲۰۰۲     |
| ۱۷۹۵۹۲ | 2002 LM40   | ۱۰ ژوئن ۲۰۰۲    |
| ۱۷۹۵۹۳ | 2002 LK61   | ۱ ژوئن ۲۰۰۲     |
| ۱۷۹۵۹۴ | 2002 MP2    | ۱۷ ژوئن ۲۰۰۲    |
| ۱۷۹۵۹۵ | Belkovich   | ۲۲ ژوئن ۲۰۰۲    |
| ۱۷۹۵۹۶ | 2002 NS17   | ۱۳ ژوئیه ۲۰۰۲   |
| ۱۷۹۵۹۷ | 2002 NS19   | ۹ ژوئیه ۲۰۰۲    |
| ۱۷۹۵۹۸ | 2002 NV21   | ۹ ژوئیه ۲۰۰۲    |
| ۱۷۹۵۹۹ | 2002 NH24   | ۹ ژوئیه ۲۰۰۲    |
| ۱۷۹۶۰۰ | 2002 NG29   | ۱۳ ژوئیه ۲۰۰۲   |
| ۱۷۹۶۰۱ | 2002 NE35   | ۹ ژوئیه ۲۰۰۲    |
| ۱۷۹۶۰۲ | 2002 NO43   | ۱۵ ژوئیه ۲۰۰۲   |
| ۱۷۹۶۰۳ | 2002 NJ46   | ۱۳ ژوئیه ۲۰۰۲   |
| ۱۷۹۶۰۴ | 2002 NO47   | ۱۴ ژوئیه ۲۰۰۲   |
| ۱۷۹۶۰۵ | 2002 NW57   | ۱۲ ژوئیه ۲۰۰۲   |
| ۱۷۹۶۰۶ | 2002 NT61   | ۱۲ ژوئیه ۲۰۰۲   |
| ۱۷۹۶۰۷ | 2002 OC6    | ۲۰ ژوئیه ۲۰۰۲   |
| ۱۷۹۶۰۸ | 2002 OP10   | ۲۲ ژوئیه ۲۰۰۲   |
| ۱۷۹۶۰۹ | 2002 OX16   | ۱۸ ژوئیه ۲۰۰۲   |
| ۱۷۹۶۱۰ | 2002 OO21   | ۱۷ ژوئیه ۲۰۰۲   |
| ۱۷۹۶۱۱ | 2002 OS23   | ۳۰ ژوئیه ۲۰۰۲   |
| ۱۷۹۶۱۲ | 2002 OT29   | ۲۲ ژوئیه ۲۰۰۲   |
| ۱۷۹۶۱۳ | 2002 PU5    | ۴ اوت ۲۰۰۲      |
| ۱۷۹۶۱۴ | 2002 PB13   | ۵ اوت ۲۰۰۲      |
| ۱۷۹۶۱۵ | 2002 PJ26   | ۶ اوت ۲۰۰۲      |
| ۱۷۹۶۱۶ | 2002 PL26   | ۶ اوت ۲۰۰۲      |
| ۱۷۹۶۱۷ | 2002 PU27   | ۶ اوت ۲۰۰۲      |
| ۱۷۹۶۱۸ | 2002 PY28   | ۶ اوت ۲۰۰۲      |
| ۱۷۹۶۱۹ | 2002 PC33   | ۶ اوت ۲۰۰۲      |
| ۱۷۹۶۲۰ | 2002 PN33   | ۶ اوت ۲۰۰۲      |
| ۱۷۹۶۲۱ | 2002 PY36   | ۸ اوت ۲۰۰۲      |
| ۱۷۹۶۲۲ | 2002 PZ38   | ۶ اوت ۲۰۰۲      |
| ۱۷۹۶۲۳ | 2002 PN47   | ۱۰ اوت ۲۰۰۲     |
| ۱۷۹۶۲۴ | 2002 PG54   | ۹ اوت ۲۰۰۲      |
| ۱۷۹۶۲۵ | 2002 PX54   | ۹ اوت ۲۰۰۲      |
| ۱۷۹۶۲۶ | 2002 PX56   | ۹ اوت ۲۰۰۲      |
| ۱۷۹۶۲۷ | 2002 PF57   | ۹ اوت ۲۰۰۲      |
| ۱۷۹۶۲۸ | 2002 PM58   | ۱۰ اوت ۲۰۰۲     |
| ۱۷۹۶۲۹ | 2002 PP58   | ۱۰ اوت ۲۰۰۲     |
| ۱۷۹۶۳۰ | 2002 PX70   | ۱۱ اوت ۲۰۰۲     |
| ۱۷۹۶۳۱ | 2002 PP74   | ۱۲ اوت ۲۰۰۲     |
| ۱۷۹۶۳۲ | 2002 PD86   | ۱۳ اوت ۲۰۰۲     |
| ۱۷۹۶۳۳ | 2002 PF91   | ۱۳ اوت ۲۰۰۲     |
| ۱۷۹۶۳۴ | 2002 PK94   | ۱۱ اوت ۲۰۰۲     |
| ۱۷۹۶۳۵ | 2002 PY95   | ۱۴ اوت ۲۰۰۲     |
| ۱۷۹۶۳۶ | 2002 PK111  | ۱۴ اوت ۲۰۰۲     |
| ۱۷۹۶۳۷ | 2002 PB114  | ۱۳ اوت ۲۰۰۲     |
| ۱۷۹۶۳۸ | 2002 PH117  | ۱۴ اوت ۲۰۰۲     |
| ۱۷۹۶۳۹ | 2002 PZ119  | ۱۳ اوت ۲۰۰۲     |
| ۱۷۹۶۴۰ | 2002 PX120  | ۱۳ اوت ۲۰۰۲     |
| ۱۷۹۶۴۱ | 2002 PJ121  | ۱۳ اوت ۲۰۰۲     |
| ۱۷۹۶۴۲ | 2002 PW128  | ۱۴ اوت ۲۰۰۲     |
| ۱۷۹۶۴۳ | 2002 PT133  | ۱۴ اوت ۲۰۰۲     |
| ۱۷۹۶۴۴ | 2002 PF134  | ۱۴ اوت ۲۰۰۲     |
| ۱۷۹۶۴۵ | 2002 PH135  | ۱۴ اوت ۲۰۰۲     |
| ۱۷۹۶۴۶ | 2002 PK136  | ۱۴ اوت ۲۰۰۲     |
| ۱۷۹۶۴۷ | 2002 PG152  | ۱۰ اوت ۲۰۰۲     |
| ۱۷۹۶۴۸ | 2002 PE156  | ۸ اوت ۲۰۰۲      |
| ۱۷۹۶۴۹ | 2002 PA157  | ۸ اوت ۲۰۰۲      |
| ۱۷۹۶۵۰ | 2002 PB165  | ۸ اوت ۲۰۰۲      |
| ۱۷۹۶۵۱ | 2002 PW168  | ۸ اوت ۲۰۰۲      |
| ۱۷۹۶۵۲ | 2002 PJ171  | ۱۱ اوت ۲۰۰۲     |
| ۱۷۹۶۵۳ | 2002 PX175  | ۱۱ اوت ۲۰۰۲     |
| ۱۷۹۶۵۴ | 2002 PY182  | ۱۱ اوت ۲۰۰۲     |
| ۱۷۹۶۵۵ | 2002 QP1    | ۱۶ اوت ۲۰۰۲     |
| ۱۷۹۶۵۶ | 2002 QQ3    | ۱۶ اوت ۲۰۰۲     |
| ۱۷۹۶۵۷ | 2002 QP14   | ۲۶ اوت ۲۰۰۲     |
| ۱۷۹۶۵۸ | 2002 QG16   | ۲۶ اوت ۲۰۰۲     |
| ۱۷۹۶۵۹ | 2002 QH18   | ۲۸ اوت ۲۰۰۲     |
| ۱۷۹۶۶۰ | 2002 QZ21   | ۲۷ اوت ۲۰۰۲     |
| ۱۷۹۶۶۱ | 2002 QU23   | ۲۸ اوت ۲۰۰۲     |
| ۱۷۹۶۶۲ | 2002 QW27   | ۲۸ اوت ۲۰۰۲     |
| ۱۷۹۶۶۳ | 2002 QH31   | ۲۹ اوت ۲۰۰۲     |
| ۱۷۹۶۶۴ | 2002 QD32   | ۲۹ اوت ۲۰۰۲     |
| ۱۷۹۶۶۵ | 2002 QM32   | ۲۹ اوت ۲۰۰۲     |
| ۱۷۹۶۶۶ | 2002 QB34   | ۲۹ اوت ۲۰۰۲     |
| ۱۷۹۶۶۷ | 2002 QU34   | ۲۹ اوت ۲۰۰۲     |
| ۱۷۹۶۶۸ | 2002 QG35   | ۲۹ اوت ۲۰۰۲     |
| ۱۷۹۶۶۹ | 2002 QF41   | ۲۹ اوت ۲۰۰۲     |
| ۱۷۹۶۷۰ | 2002 QM41   | ۲۹ اوت ۲۰۰۲     |
| ۱۷۹۶۷۱ | 2002 QL47   | ۳۰ اوت ۲۰۰۲     |
| ۱۷۹۶۷۲ | 2002 QO49   | ۲۰ اوت ۲۰۰۲     |
| ۱۷۹۶۷۳ | 2002 QU50   | ۲۹ اوت ۲۰۰۲     |
| ۱۷۹۶۷۴ | 2002 QL61   | ۱۷ اوت ۲۰۰۲     |
| ۱۷۹۶۷۵ | 2002 QM61   | ۱۷ اوت ۲۰۰۲     |
| ۱۷۹۶۷۶ | 2002 QF64   | ۲۸ اوت ۲۰۰۲     |
| ۱۷۹۶۷۷ | 2002 QL64   | ۳۰ اوت ۲۰۰۲     |
| ۱۷۹۶۷۸ | Rietmeijer  | ۲۶ اوت ۲۰۰۲     |
| ۱۷۹۶۷۹ | 2002 QZ67   | ۲۸ اوت ۲۰۰۲     |
| ۱۷۹۶۸۰ | 2002 QX77   | ۱۸ اوت ۲۰۰۲     |
| ۱۷۹۶۸۱ | 2002 QO86   | ۱۷ اوت ۲۰۰۲     |
| ۱۷۹۶۸۲ | 2002 QB87   | ۱۶ اوت ۲۰۰۲     |
| ۱۷۹۶۸۳ | 2002 QY87   | ۲۷ اوت ۲۰۰۲     |
| ۱۷۹۶۸۴ | 2002 QV89   | ۲۹ اوت ۲۰۰۲     |
| ۱۷۹۶۸۵ | 2002 QH98   | ۱۸ اوت ۲۰۰۲     |
| ۱۷۹۶۸۶ | 2002 QR109  | ۱۷ اوت ۲۰۰۲     |
| ۱۷۹۶۸۷ | 2002 QM115  | ۲۹ اوت ۲۰۰۲     |
| ۱۷۹۶۸۸ | 2002 QN118  | ۳۰ اوت ۲۰۰۲     |
| ۱۷۹۶۸۹ | 2002 RP6    | ۱ سپتامبر ۲۰۰۲  |
| ۱۷۹۶۹۰ | 2002 RP7    | ۳ سپتامبر ۲۰۰۲  |
| ۱۷۹۶۹۱ | 2002 RS7    | ۳ سپتامبر ۲۰۰۲  |
| ۱۷۹۶۹۲ | 2002 RO17   | ۴ سپتامبر ۲۰۰۲  |
| ۱۷۹۶۹۳ | 2002 RE18   | ۴ سپتامبر ۲۰۰۲  |
| ۱۷۹۶۹۴ | 2002 RO18   | ۴ سپتامبر ۲۰۰۲  |
| ۱۷۹۶۹۵ | 2002 RL21   | ۴ سپتامبر ۲۰۰۲  |
| ۱۷۹۶۹۶ | 2002 RT23   | ۴ سپتامبر ۲۰۰۲  |
| ۱۷۹۶۹۷ | 2002 RR24   | ۴ سپتامبر ۲۰۰۲  |
| ۱۷۹۶۹۸ | 2002 RX27   | ۴ سپتامبر ۲۰۰۲  |
| ۱۷۹۶۹۹ | 2002 RC28   | ۵ سپتامبر ۲۰۰۲  |
| ۱۷۹۷۰۰ | 2002 RQ29   | ۳ سپتامبر ۲۰۰۲  |
| ۱۷۹۷۰۱ | 2002 RU31   | ۴ سپتامبر ۲۰۰۲  |
| ۱۷۹۷۰۲ | 2002 RP32   | ۴ سپتامبر ۲۰۰۲  |
| ۱۷۹۷۰۳ | 2002 RC39   | ۵ سپتامبر ۲۰۰۲  |
| ۱۷۹۷۰۴ | 2002 RV39   | ۵ سپتامبر ۲۰۰۲  |
| ۱۷۹۷۰۵ | 2002 RL42   | ۵ سپتامبر ۲۰۰۲  |
| ۱۷۹۷۰۶ | 2002 RS42   | ۵ سپتامبر ۲۰۰۲  |
| ۱۷۹۷۰۷ | 2002 RU42   | ۵ سپتامبر ۲۰۰۲  |
| ۱۷۹۷۰۸ | 2002 RA48   | ۵ سپتامبر ۲۰۰۲  |
| ۱۷۹۷۰۹ | 2002 RK48   | ۵ سپتامبر ۲۰۰۲  |
| ۱۷۹۷۱۰ | 2002 RC50   | ۵ سپتامبر ۲۰۰۲  |
| ۱۷۹۷۱۱ | 2002 RP56   | ۵ سپتامبر ۲۰۰۲  |
| ۱۷۹۷۱۲ | 2002 RA57   | ۵ سپتامبر ۲۰۰۲  |
| ۱۷۹۷۱۳ | 2002 RJ59   | ۵ سپتامبر ۲۰۰۲  |
| ۱۷۹۷۱۴ | 2002 RD62   | ۵ سپتامبر ۲۰۰۲  |
| ۱۷۹۷۱۵ | 2002 RR62   | ۵ سپتامبر ۲۰۰۲  |
| ۱۷۹۷۱۶ | 2002 RC63   | ۵ سپتامبر ۲۰۰۲  |
| ۱۷۹۷۱۷ | 2002 RB66   | ۵ سپتامبر ۲۰۰۲  |
| ۱۷۹۷۱۸ | 2002 RM67   | ۳ سپتامبر ۲۰۰۲  |
| ۱۷۹۷۱۹ | 2002 RU79   | ۵ سپتامبر ۲۰۰۲  |
| ۱۷۹۷۲۰ | 2002 RJ81   | ۵ سپتامبر ۲۰۰۲  |
| ۱۷۹۷۲۱ | 2002 RC85   | ۵ سپتامبر ۲۰۰۲  |
| ۱۷۹۷۲۲ | 2002 RA87   | ۵ سپتامبر ۲۰۰۲  |
| ۱۷۹۷۲۳ | 2002 RS87   | ۵ سپتامبر ۲۰۰۲  |
| ۱۷۹۷۲۴ | 2002 RL90   | ۵ سپتامبر ۲۰۰۲  |
| ۱۷۹۷۲۵ | 2002 RZ90   | ۵ سپتامبر ۲۰۰۲  |
| ۱۷۹۷۲۶ | 2002 RD91   | ۵ سپتامبر ۲۰۰۲  |
| ۱۷۹۷۲۷ | 2002 RF95   | ۵ سپتامبر ۲۰۰۲  |
| ۱۷۹۷۲۸ | 2002 RG95   | ۵ سپتامبر ۲۰۰۲  |
| ۱۷۹۷۲۹ | 2002 RW95   | ۵ سپتامبر ۲۰۰۲  |
| ۱۷۹۷۳۰ | 2002 RY96   | ۵ سپتامبر ۲۰۰۲  |
| ۱۷۹۷۳۱ | 2002 RW99   | ۵ سپتامبر ۲۰۰۲  |
| ۱۷۹۷۳۲ | 2002 RC101  | ۵ سپتامبر ۲۰۰۲  |
| ۱۷۹۷۳۳ | 2002 RS103  | ۵ سپتامبر ۲۰۰۲  |
| ۱۷۹۷۳۴ | 2002 RB105  | ۵ سپتامبر ۲۰۰۲  |
| ۱۷۹۷۳۵ | 2002 RV108  | ۵ سپتامبر ۲۰۰۲  |
| ۱۷۹۷۳۶ | 2002 RE110  | ۶ سپتامبر ۲۰۰۲  |
| ۱۷۹۷۳۷ | 2002 RE115  | ۶ سپتامبر ۲۰۰۲  |
| ۱۷۹۷۳۸ | 2002 RB118  | ۵ سپتامبر ۲۰۰۲  |
| ۱۷۹۷۳۹ | 2002 RJ124  | ۹ سپتامبر ۲۰۰۲  |
| ۱۷۹۷۴۰ | 2002 RY135  | ۱۱ سپتامبر ۲۰۰۲ |
| ۱۷۹۷۴۱ | 2002 RP141  | ۱۰ سپتامبر ۲۰۰۲ |
| ۱۷۹۷۴۲ | 2002 RZ147  | ۱۱ سپتامبر ۲۰۰۲ |
| ۱۷۹۷۴۳ | 2002 RY153  | ۱۳ سپتامبر ۲۰۰۲ |
| ۱۷۹۷۴۴ | 2002 RV155  | ۱۱ سپتامبر ۲۰۰۲ |
| ۱۷۹۷۴۵ | 2002 RF160  | ۱۲ سپتامبر ۲۰۰۲ |
| ۱۷۹۷۴۶ | 2002 RG162  | ۱۲ سپتامبر ۲۰۰۲ |
| ۱۷۹۷۴۷ | 2002 RK170  | ۱۳ سپتامبر ۲۰۰۲ |
| ۱۷۹۷۴۸ | 2002 RG174  | ۱۳ سپتامبر ۲۰۰۲ |
| ۱۷۹۷۴۹ | 2002 RT188  | ۱۳ سپتامبر ۲۰۰۲ |
| ۱۷۹۷۵۰ | 2002 RL201  | ۱۳ سپتامبر ۲۰۰۲ |
| ۱۷۹۷۵۱ | 2002 RP203  | ۱۴ سپتامبر ۲۰۰۲ |
| ۱۷۹۷۵۲ | 2002 RW204  | ۱۴ سپتامبر ۲۰۰۲ |
| ۱۷۹۷۵۳ | 2002 RJ205  | ۱۴ سپتامبر ۲۰۰۲ |
| ۱۷۹۷۵۴ | 2002 RR206  | ۱۴ سپتامبر ۲۰۰۲ |
| ۱۷۹۷۵۵ | 2002 RL211  | ۱۴ سپتامبر ۲۰۰۲ |
| ۱۷۹۷۵۶ | 2002 RH212  | ۱۵ سپتامبر ۲۰۰۲ |
| ۱۷۹۷۵۷ | 2002 RT216  | ۱۳ سپتامبر ۲۰۰۲ |
| ۱۷۹۷۵۸ | 2002 RV216  | ۱۴ سپتامبر ۲۰۰۲ |
| ۱۷۹۷۵۹ | 2002 RP220  | ۱۵ سپتامبر ۲۰۰۲ |
| ۱۷۹۷۶۰ | 2002 RO230  | ۱۵ سپتامبر ۲۰۰۲ |
| ۱۷۹۷۶۱ | 2002 RK240  | ۱ سپتامبر ۲۰۰۲  |
| ۱۷۹۷۶۲ | 2002 RB242  | ۱۴ سپتامبر ۲۰۰۲ |
| ۱۷۹۷۶۳ | 2002 RX242  | ۱۳ سپتامبر ۲۰۰۲ |
| ۱۷۹۷۶۴ | Myriamsarah | ۱۶ سپتامبر ۲۰۰۲ |
| ۱۷۹۷۶۵ | 2002 SQ6    | ۲۷ سپتامبر ۲۰۰۲ |
| ۱۷۹۷۶۶ | 2002 SZ6    | ۲۷ سپتامبر ۲۰۰۲ |
| ۱۷۹۷۶۷ | 2002 SK8    | ۲۷ سپتامبر ۲۰۰۲ |
| ۱۷۹۷۶۸ | 2002 SP8    | ۲۷ سپتامبر ۲۰۰۲ |
| ۱۷۹۷۶۹ | 2002 SO18   | ۲۶ سپتامبر ۲۰۰۲ |
| ۱۷۹۷۷۰ | 2002 SO20   | ۲۶ سپتامبر ۲۰۰۲ |
| ۱۷۹۷۷۱ | 2002 SB30   | ۲۸ سپتامبر ۲۰۰۲ |
| ۱۷۹۷۷۲ | 2002 SO31   | ۲۸ سپتامبر ۲۰۰۲ |
| ۱۷۹۷۷۳ | 2002 SZ36   | ۲۹ سپتامبر ۲۰۰۲ |
| ۱۷۹۷۷۴ | 2002 SR40   | ۳۰ سپتامبر ۲۰۰۲ |
| ۱۷۹۷۷۵ | 2002 SK41   | ۲۹ سپتامبر ۲۰۰۲ |
| ۱۷۹۷۷۶ | 2002 SR44   | ۲۹ سپتامبر ۲۰۰۲ |
| ۱۷۹۷۷۷ | 2002 SR47   | ۳۰ سپتامبر ۲۰۰۲ |
| ۱۷۹۷۷۸ | 2002 SY47   | ۳۰ سپتامبر ۲۰۰۲ |
| ۱۷۹۷۷۹ | 2002 SZ58   | ۳۰ سپتامبر ۲۰۰۲ |
| ۱۷۹۷۸۰ | 2002 SB60   | ۱۶ سپتامبر ۲۰۰۲ |
| ۱۷۹۷۸۱ | 2002 SP63   | ۲۶ سپتامبر ۲۰۰۲ |
| ۱۷۹۷۸۲ | 2002 SE65   | ۱۷ سپتامبر ۲۰۰۲ |
| ۱۷۹۷۸۳ | 2002 SD66   | ۱۶ سپتامبر ۲۰۰۲ |
| ۱۷۹۷۸۴ | 2002 ST70   | ۱۶ سپتامبر ۲۰۰۲ |
| ۱۷۹۷۸۵ | 2002 TB1    | ۱ اکتبر ۲۰۰۲    |
| ۱۷۹۷۸۶ | 2002 TX2    | ۱ اکتبر ۲۰۰۲    |
| ۱۷۹۷۸۷ | 2002 TU4    | ۱ اکتبر ۲۰۰۲    |
| ۱۷۹۷۸۸ | 2002 TM8    | ۱ اکتبر ۲۰۰۲    |
| ۱۷۹۷۸۹ | 2002 TO13   | ۱ اکتبر ۲۰۰۲    |
| ۱۷۹۷۹۰ | 2002 TE14   | ۱ اکتبر ۲۰۰۲    |
| ۱۷۹۷۹۱ | 2002 TM19   | ۲ اکتبر ۲۰۰۲    |
| ۱۷۹۷۹۲ | 2002 TC20   | ۲ اکتبر ۲۰۰۲    |
| ۱۷۹۷۹۳ | 2002 TJ21   | ۲ اکتبر ۲۰۰۲    |
| ۱۷۹۷۹۴ | 2002 TB26   | ۲ اکتبر ۲۰۰۲    |
| ۱۷۹۷۹۵ | 2002 TS27   | ۲ اکتبر ۲۰۰۲    |
| ۱۷۹۷۹۶ | 2002 TD30   | ۲ اکتبر ۲۰۰۲    |
| ۱۷۹۷۹۷ | 2002 TH33   | ۲ اکتبر ۲۰۰۲    |
| ۱۷۹۷۹۸ | 2002 TQ35   | ۲ اکتبر ۲۰۰۲    |
| ۱۷۹۷۹۹ | 2002 TA38   | ۲ اکتبر ۲۰۰۲    |
| ۱۷۹۸۰۰ | 2002 TN38   | ۲ اکتبر ۲۰۰۲    |
| ۱۷۹۸۰۱ | 2002 TX38   | ۲ اکتبر ۲۰۰۲    |
| ۱۷۹۸۰۲ | 2002 TW43   | ۲ اکتبر ۲۰۰۲    |
| ۱۷۹۸۰۳ | 2002 TR54   | ۲ اکتبر ۲۰۰۲    |
| ۱۷۹۸۰۴ | 2002 TK62   | ۳ اکتبر ۲۰۰۲    |
| ۱۷۹۸۰۵ | 2002 TS62   | ۳ اکتبر ۲۰۰۲    |
| ۱۷۹۸۰۶ | 2002 TD66   | ۵ اکتبر ۲۰۰۲    |
| ۱۷۹۸۰۷ | 2002 TO68   | ۶ اکتبر ۲۰۰۲    |
| ۱۷۹۸۰۸ | 2002 TY69   | ۹ اکتبر ۲۰۰۲    |
| ۱۷۹۸۰۹ | 2002 TZ72   | ۳ اکتبر ۲۰۰۲    |
| ۱۷۹۸۱۰ | 2002 TC75   | ۱ اکتبر ۲۰۰۲    |
| ۱۷۹۸۱۱ | 2002 TU75   | ۱ اکتبر ۲۰۰۲    |
| ۱۷۹۸۱۲ | 2002 TD78   | ۱ اکتبر ۲۰۰۲    |
| ۱۷۹۸۱۳ | 2002 TB79   | ۱ اکتبر ۲۰۰۲    |
| ۱۷۹۸۱۴ | 2002 TD80   | ۱ اکتبر ۲۰۰۲    |
| ۱۷۹۸۱۵ | 2002 TV80   | ۱ اکتبر ۲۰۰۲    |
| ۱۷۹۸۱۶ | 2002 TF86   | ۲ اکتبر ۲۰۰۲    |
| ۱۷۹۸۱۷ | 2002 TE89   | ۳ اکتبر ۲۰۰۲    |
| ۱۷۹۸۱۸ | 2002 TC95   | ۳ اکتبر ۲۰۰۲    |
| ۱۷۹۸۱۹ | 2002 TJ95   | ۳ اکتبر ۲۰۰۲    |
| ۱۷۹۸۲۰ | 2002 TQ102  | ۴ اکتبر ۲۰۰۲    |
| ۱۷۹۸۲۱ | 2002 TB104  | ۴ اکتبر ۲۰۰۲    |
| ۱۷۹۸۲۲ | 2002 TC115  | ۳ اکتبر ۲۰۰۲    |
| ۱۷۹۸۲۳ | 2002 TE121  | ۳ اکتبر ۲۰۰۲    |
| ۱۷۹۸۲۴ | 2002 TN126  | ۴ اکتبر ۲۰۰۲    |
| ۱۷۹۸۲۵ | 2002 TO130  | ۴ اکتبر ۲۰۰۲    |
| ۱۷۹۸۲۶ | 2002 TE131  | ۴ اکتبر ۲۰۰۲    |
| ۱۷۹۸۲۷ | 2002 TQ131  | ۴ اکتبر ۲۰۰۲    |
| ۱۷۹۸۲۸ | 2002 TP133  | ۴ اکتبر ۲۰۰۲    |
| ۱۷۹۸۲۹ | 2002 TW161  | ۵ اکتبر ۲۰۰۲    |
| ۱۷۹۸۳۰ | 2002 TX162  | ۵ اکتبر ۲۰۰۲    |
| ۱۷۹۸۳۱ | 2002 TC165  | ۲ اکتبر ۲۰۰۲    |
| ۱۷۹۸۳۲ | 2002 TB179  | ۱۳ اکتبر ۲۰۰۲   |
| ۱۷۹۸۳۳ | 2002 TB180  | ۱۴ اکتبر ۲۰۰۲   |
| ۱۷۹۸۳۴ | 2002 TX180  | ۱۴ اکتبر ۲۰۰۲   |
| ۱۷۹۸۳۵ | 2002 TX183  | ۴ اکتبر ۲۰۰۲    |
| ۱۷۹۸۳۶ | 2002 TN198  | ۵ اکتبر ۲۰۰۲    |
| ۱۷۹۸۳۷ | 2002 TE215  | ۴ اکتبر ۲۰۰۲    |
| ۱۷۹۸۳۸ | 2002 TC218  | ۵ اکتبر ۲۰۰۲    |
| ۱۷۹۸۳۹ | 2002 TY220  | ۶ اکتبر ۲۰۰۲    |
| ۱۷۹۸۴۰ | 2002 TT222  | ۷ اکتبر ۲۰۰۲    |
| ۱۷۹۸۴۱ | 2002 TB224  | ۸ اکتبر ۲۰۰۲    |
| ۱۷۹۸۴۲ | 2002 TK225  | ۸ اکتبر ۲۰۰۲    |
| ۱۷۹۸۴۳ | 2002 TN225  | ۸ اکتبر ۲۰۰۲    |
| ۱۷۹۸۴۴ | 2002 TD229  | ۷ اکتبر ۲۰۰۲    |
| ۱۷۹۸۴۵ | 2002 TS238  | ۷ اکتبر ۲۰۰۲    |
| ۱۷۹۸۴۶ | 2002 TC246  | ۹ اکتبر ۲۰۰۲    |
| ۱۷۹۸۴۷ | 2002 TY246  | ۹ اکتبر ۲۰۰۲    |
| ۱۷۹۸۴۸ | 2002 TX248  | ۷ اکتبر ۲۰۰۲    |
| ۱۷۹۸۴۹ | 2002 TL251  | ۷ اکتبر ۲۰۰۲    |
| ۱۷۹۸۵۰ | 2002 TO253  | ۸ اکتبر ۲۰۰۲    |
| ۱۷۹۸۵۱ | 2002 TP253  | ۸ اکتبر ۲۰۰۲    |
| ۱۷۹۸۵۲ | 2002 TC255  | ۹ اکتبر ۲۰۰۲    |
| ۱۷۹۸۵۳ | 2002 TR257  | ۹ اکتبر ۲۰۰۲    |
| ۱۷۹۸۵۴ | 2002 TT258  | ۹ اکتبر ۲۰۰۲    |
| ۱۷۹۸۵۵ | 2002 TQ260  | ۹ اکتبر ۲۰۰۲    |
| ۱۷۹۸۵۶ | 2002 TV265  | ۱۰ اکتبر ۲۰۰۲   |
| ۱۷۹۸۵۷ | 2002 TE266  | ۱۰ اکتبر ۲۰۰۲   |
| ۱۷۹۸۵۸ | 2002 TZ266  | ۱۰ اکتبر ۲۰۰۲   |
| ۱۷۹۸۵۹ | 2002 TP267  | ۸ اکتبر ۲۰۰۲    |
| ۱۷۹۸۶۰ | 2002 TR270  | ۹ اکتبر ۲۰۰۲    |
| ۱۷۹۸۶۱ | 2002 TD271  | ۹ اکتبر ۲۰۰۲    |
| ۱۷۹۸۶۲ | 2002 TE272  | ۹ اکتبر ۲۰۰۲    |
| ۱۷۹۸۶۳ | 2002 TF272  | ۹ اکتبر ۲۰۰۲    |
| ۱۷۹۸۶۴ | 2002 TM274  | ۹ اکتبر ۲۰۰۲    |
| ۱۷۹۸۶۵ | 2002 TZ274  | ۹ اکتبر ۲۰۰۲    |
| ۱۷۹۸۶۶ | 2002 TG278  | ۱۰ اکتبر ۲۰۰۲   |
| ۱۷۹۸۶۷ | 2002 TS281  | ۱۰ اکتبر ۲۰۰۲   |
| ۱۷۹۸۶۸ | 2002 TH283  | ۱۰ اکتبر ۲۰۰۲   |
| ۱۷۹۸۶۹ | 2002 TQ290  | ۱۰ اکتبر ۲۰۰۲   |
| ۱۷۹۸۷۰ | 2002 TR291  | ۱۰ اکتبر ۲۰۰۲   |
| ۱۷۹۸۷۱ | 2002 TV292  | ۱۰ اکتبر ۲۰۰۲   |
| ۱۷۹۸۷۲ | 2002 TR298  | ۱۲ اکتبر ۲۰۰۲   |
| ۱۷۹۸۷۳ | 2002 TA303  | ۱۱ اکتبر ۲۰۰۲   |
| ۱۷۹۸۷۴ | 2002 TS315  | ۴ اکتبر ۲۰۰۲    |
| ۱۷۹۸۷۵ | 2002 TX328  | ۵ اکتبر ۲۰۰۲    |
| ۱۷۹۸۷۶ | 2002 TS333  | ۵ اکتبر ۲۰۰۲    |
| ۱۷۹۸۷۷ | 2002 TK340  | ۵ اکتبر ۲۰۰۲    |
| ۱۷۹۸۷۸ | 2002 TX375  | ۴ اکتبر ۲۰۰۲    |
| ۱۷۹۸۷۸ | 2002 UB     | ۱۶ اکتبر ۲۰۰۲   |
| ۱۷۹۸۷۸ | 2002 UE     | ۱۸ اکتبر ۲۰۰۲   |
| ۱۷۹۸۸۱ | 2002 UZ8    | ۲۸ اکتبر ۲۰۰۲   |
| ۱۷۹۸۸۲ | 2002 UA15   | ۳۰ اکتبر ۲۰۰۲   |
| ۱۷۹۸۸۳ | 2002 UE16   | ۳۰ اکتبر ۲۰۰۲   |
| ۱۷۹۸۸۴ | 2002 UN16   | ۳۰ اکتبر ۲۰۰۲   |
| ۱۷۹۸۸۵ | 2002 UK19   | ۳۰ اکتبر ۲۰۰۲   |
| ۱۷۹۸۸۶ | 2002 UU20   | ۲۸ اکتبر ۲۰۰۲   |
| ۱۷۹۸۸۷ | 2002 UE21   | ۳۰ اکتبر ۲۰۰۲   |
| ۱۷۹۸۸۸ | 2002 UX26   | ۳۱ اکتبر ۲۰۰۲   |
| ۱۷۹۸۸۹ | 2002 UQ27   | ۳۱ اکتبر ۲۰۰۲   |
| ۱۷۹۸۹۰ | 2002 UA28   | ۳۰ اکتبر ۲۰۰۲   |
| ۱۷۹۸۹۱ | 2002 UO28   | ۳۰ اکتبر ۲۰۰۲   |
| ۱۷۹۸۹۲ | 2002 UB35   | ۳۱ اکتبر ۲۰۰۲   |
| ۱۷۹۸۹۳ | 2002 UH37   | ۳۱ اکتبر ۲۰۰۲   |
| ۱۷۹۸۹۴ | 2002 UT37   | ۳۱ اکتبر ۲۰۰۲   |
| ۱۷۹۸۹۵ | 2002 UW37   | ۳۱ اکتبر ۲۰۰۲   |
| ۱۷۹۸۹۶ | 2002 UT38   | ۳۱ اکتبر ۲۰۰۲   |
| ۱۷۹۸۹۷ | 2002 UW39   | ۳۱ اکتبر ۲۰۰۲   |
| ۱۷۹۸۹۸ | 2002 UW45   | ۳۱ اکتبر ۲۰۰۲   |
| ۱۷۹۸۹۹ | 2002 UD46   | ۳۱ اکتبر ۲۰۰۲   |
| ۱۷۹۹۰۰ | 2002 UO48   | ۳۱ اکتبر ۲۰۰۲   |
| ۱۷۹۹۰۱ | 2002 UA67   | ۳۰ اکتبر ۲۰۰۲   |
| ۱۷۹۹۰۲ | 2002 VO4    | ۴ نوامبر ۲۰۰۲   |
| ۱۷۹۹۰۳ | 2002 VK7    | ۴ نوامبر ۲۰۰۲   |
| ۱۷۹۹۰۴ | 2002 VE11   | ۱ نوامبر ۲۰۰۲   |
| ۱۷۹۹۰۵ | 2002 VE13   | ۴ نوامبر ۲۰۰۲   |
| ۱۷۹۹۰۶ | 2002 VN17   | ۵ نوامبر ۲۰۰۲   |
| ۱۷۹۹۰۷ | 2002 VL20   | ۵ نوامبر ۲۰۰۲   |
| ۱۷۹۹۰۸ | 2002 VU22   | ۵ نوامبر ۲۰۰۲   |
| ۱۷۹۹۰۹ | 2002 VJ23   | ۵ نوامبر ۲۰۰۲   |
| ۱۷۹۹۱۰ | 2002 VN24   | ۵ نوامبر ۲۰۰۲   |
| ۱۷۹۹۱۱ | 2002 VZ27   | ۵ نوامبر ۲۰۰۲   |
| ۱۷۹۹۱۲ | 2002 VZ28   | ۵ نوامبر ۲۰۰۲   |
| ۱۷۹۹۱۳ | 2002 VU29   | ۵ نوامبر ۲۰۰۲   |
| ۱۷۹۹۱۴ | 2002 VF34   | ۵ نوامبر ۲۰۰۲   |
| ۱۷۹۹۱۵ | 2002 VE35   | ۵ نوامبر ۲۰۰۲   |
| ۱۷۹۹۱۶ | 2002 VM40   | ۵ نوامبر ۲۰۰۲   |
| ۱۷۹۹۱۷ | 2002 VF43   | ۴ نوامبر ۲۰۰۲   |
| ۱۷۹۹۱۸ | 2002 VZ47   | ۵ نوامبر ۲۰۰۲   |
| ۱۷۹۹۱۹ | 2002 VL48   | ۵ نوامبر ۲۰۰۲   |
| ۱۷۹۹۲۰ | 2002 VQ48   | ۵ نوامبر ۲۰۰۲   |
| ۱۷۹۹۲۱ | 2002 VL49   | ۵ نوامبر ۲۰۰۲   |
| ۱۷۹۹۲۲ | 2002 VA51   | ۶ نوامبر ۲۰۰۲   |
| ۱۷۹۹۲۳ | 2002 VO58   | ۶ نوامبر ۲۰۰۲   |
| ۱۷۹۹۲۴ | 2002 VM59   | ۳ نوامبر ۲۰۰۲   |
| ۱۷۹۹۲۵ | 2002 VO59   | ۳ نوامبر ۲۰۰۲   |
| ۱۷۹۹۲۶ | 2002 VV68   | ۷ نوامبر ۲۰۰۲   |
| ۱۷۹۹۲۷ | 2002 VA69   | ۸ نوامبر ۲۰۰۲   |
| ۱۷۹۹۲۸ | 2002 VJ69   | ۸ نوامبر ۲۰۰۲   |
| ۱۷۹۹۲۹ | 2002 VY72   | ۷ نوامبر ۲۰۰۲   |
| ۱۷۹۹۳۰ | 2002 VV75   | ۷ نوامبر ۲۰۰۲   |
| ۱۷۹۹۳۱ | 2002 VY77   | ۷ نوامبر ۲۰۰۲   |
| ۱۷۹۹۳۲ | 2002 VL78   | ۷ نوامبر ۲۰۰۲   |
| ۱۷۹۹۳۳ | 2002 VW79   | ۷ نوامبر ۲۰۰۲   |
| ۱۷۹۹۳۴ | 2002 VV80   | ۷ نوامبر ۲۰۰۲   |
| ۱۷۹۹۳۵ | 2002 VH81   | ۷ نوامبر ۲۰۰۲   |
| ۱۷۹۹۳۶ | 2002 VY81   | ۷ نوامبر ۲۰۰۲   |
| ۱۷۹۹۳۷ | 2002 VM85   | ۱۱ نوامبر ۲۰۰۲  |
| ۱۷۹۹۳۸ | 2002 VK88   | ۱۱ نوامبر ۲۰۰۲  |
| ۱۷۹۹۳۹ | 2002 VK89   | ۱۱ نوامبر ۲۰۰۲  |
| ۱۷۹۹۴۰ | 2002 VJ90   | ۱۱ نوامبر ۲۰۰۲  |
| ۱۷۹۹۴۱ | 2002 VK96   | ۱۱ نوامبر ۲۰۰۲  |
| ۱۷۹۹۴۲ | 2002 VQ104  | ۱۲ نوامبر ۲۰۰۲  |
| ۱۷۹۹۴۳ | 2002 VA106  | ۱۲ نوامبر ۲۰۰۲  |
| ۱۷۹۹۴۴ | 2002 VD109  | ۱۲ نوامبر ۲۰۰۲  |
| ۱۷۹۹۴۵ | 2002 VF109  | ۱۲ نوامبر ۲۰۰۲  |
| ۱۷۹۹۴۶ | 2002 VK113  | ۱۳ نوامبر ۲۰۰۲  |
| ۱۷۹۹۴۷ | 2002 VB114  | ۱۳ نوامبر ۲۰۰۲  |
| ۱۷۹۹۴۸ | 2002 VQ125  | ۱۴ نوامبر ۲۰۰۲  |
| ۱۷۹۹۴۹ | 2002 WR5    | ۲۳ نوامبر ۲۰۰۲  |
| ۱۷۹۹۵۰ | 2002 WW5    | ۲۳ نوامبر ۲۰۰۲  |
| ۱۷۹۹۵۱ | 2002 WW6    | ۲۴ نوامبر ۲۰۰۲  |
| ۱۷۹۹۵۲ | 2002 WH8    | ۲۴ نوامبر ۲۰۰۲  |
| ۱۷۹۹۵۳ | 2002 WL10   | ۲۴ نوامبر ۲۰۰۲  |
| ۱۷۹۹۵۴ | 2002 WO10   | ۲۴ نوامبر ۲۰۰۲  |
| ۱۷۹۹۵۵ | 2002 WN16   | ۲۸ نوامبر ۲۰۰۲  |
| ۱۷۹۹۵۶ | 2002 WV18   | ۳۰ نوامبر ۲۰۰۲  |
| ۱۷۹۹۵۷ | 2002 WF20   | ۲۵ نوامبر ۲۰۰۲  |
| ۱۷۹۹۵۸ | 2002 WJ20   | ۲۳ نوامبر ۲۰۰۲  |
| ۱۷۹۹۵۸ | 2002 XO     | ۱ دسامبر ۲۰۰۲   |
| ۱۷۹۹۶۰ | 2002 XF2    | ۱ دسامبر ۲۰۰۲   |
| ۱۷۹۹۶۱ | 2002 XV3    | ۲ دسامبر ۲۰۰۲   |
| ۱۷۹۹۶۲ | 2002 XZ3    | ۲ دسامبر ۲۰۰۲   |
| ۱۷۹۹۶۳ | 2002 XO8    | ۲ دسامبر ۲۰۰۲   |
| ۱۷۹۹۶۴ | 2002 XT8    | ۲ دسامبر ۲۰۰۲   |
| ۱۷۹۹۶۵ | 2002 XW13   | ۳ دسامبر ۲۰۰۲   |
| ۱۷۹۹۶۶ | 2002 XJ20   | ۲ دسامبر ۲۰۰۲   |
| ۱۷۹۹۶۷ | 2002 XE23   | ۵ دسامبر ۲۰۰۲   |
| ۱۷۹۹۶۸ | 2002 XH28   | ۵ دسامبر ۲۰۰۲   |
| ۱۷۹۹۶۹ | 2002 XM33   | ۷ دسامبر ۲۰۰۲   |
| ۱۷۹۹۷۰ | 2002 XG34   | ۵ دسامبر ۲۰۰۲   |
| ۱۷۹۹۷۱ | 2002 XQ34   | ۶ دسامبر ۲۰۰۲   |
| ۱۷۹۹۷۲ | 2002 XV34   | ۶ دسامبر ۲۰۰۲   |
| ۱۷۹۹۷۳ | 2002 XZ36   | ۶ دسامبر ۲۰۰۲   |
| ۱۷۹۹۷۴ | 2002 XE37   | ۷ دسامبر ۲۰۰۲   |
| ۱۷۹۹۷۵ | 2002 XV41   | ۶ دسامبر ۲۰۰۲   |
| ۱۷۹۹۷۶ | 2002 XS42   | ۸ دسامبر ۲۰۰۲   |
| ۱۷۹۹۷۷ | 2002 XA43   | ۹ دسامبر ۲۰۰۲   |
| ۱۷۹۹۷۸ | 2002 XR46   | ۷ دسامبر ۲۰۰۲   |
| ۱۷۹۹۷۹ | 2002 XS48   | ۱۰ دسامبر ۲۰۰۲  |
| ۱۷۹۹۸۰ | 2002 XB49   | ۱۰ دسامبر ۲۰۰۲  |
| ۱۷۹۹۸۱ | 2002 XV51   | ۱۰ دسامبر ۲۰۰۲  |
| ۱۷۹۹۸۲ | 2002 XB52   | ۱۰ دسامبر ۲۰۰۲  |
| ۱۷۹۹۸۳ | 2002 XE52   | ۱۰ دسامبر ۲۰۰۲  |
| ۱۷۹۹۸۴ | 2002 XQ53   | ۱۰ دسامبر ۲۰۰۲  |
| ۱۷۹۹۸۵ | 2002 XX55   | ۱۰ دسامبر ۲۰۰۲  |
| ۱۷۹۹۸۶ | 2002 XF62   | ۱۱ دسامبر ۲۰۰۲  |
| ۱۷۹۹۸۷ | 2002 XN62   | ۱۱ دسامبر ۲۰۰۲  |
| ۱۷۹۹۸۸ | 2002 XQ66   | ۱۰ دسامبر ۲۰۰۲  |
| ۱۷۹۹۸۹ | 2002 XU71   | ۱۱ دسامبر ۲۰۰۲  |
| ۱۷۹۹۹۰ | 2002 XX75   | ۱۱ دسامبر ۲۰۰۲  |
| ۱۷۹۹۹۱ | 2002 XO78   | ۱۱ دسامبر ۲۰۰۲  |
| ۱۷۹۹۹۲ | 2002 XE80   | ۱۱ دسامبر ۲۰۰۲  |
| ۱۷۹۹۹۳ | 2002 XT81   | ۱۱ دسامبر ۲۰۰۲  |
| ۱۷۹۹۹۴ | 2002 XH85   | ۱۱ دسامبر ۲۰۰۲  |
| ۱۷۹۹۹۵ | 2002 XY95   | ۵ دسامبر ۲۰۰۲   |
| ۱۷۹۹۹۶ | 2002 XW102  | ۵ دسامبر ۲۰۰۲   |
| ۱۷۹۹۹۷ | 2002 XY108  | ۶ دسامبر ۲۰۰۲   |
| ۱۷۹۹۹۸ | 2002 XL115  | ۲ دسامبر ۲۰۰۲   |
| ۱۷۹۹۹۸ | 2002 YL     | ۲۷ دسامبر ۲۰۰۲  |
| ۱۷۹۹۹۸ | 2002 YT     | ۲۷ دسامبر ۲۰۰۲  |